# Списък с герои от Домът на дракона
Тази страница представлява списък с герои от американския сериал „Домът на дракона“ (средновековно фентъзи), който е базиран върху поредицата „Огън и кръв“ на Джордж Р. Р. Мартин. Действието се развива на фиктивния континент Вестерос и представя войната за Железния трон, водена от група съперничещи си благороднически фамилии и техните поддръжници.

## Легенда
| Дом Таргариен Дом Хайтауър Дом Веларион | Дом Стронг Дом Арин Дом Баратеон | Дом Ланистър Дом Старк Дом Тъли | Придворни Жители на Вестерос Жители на Есос | Дракони |

## Главни герои
Героите са подредени спрямо реда в началните надписи. Тези, напуснали сериала след предишни сезони, се намират в края на списъка. Главните роли са назовани в началните надписи, а епизодичните – във финалните.
| Име | Актьор                                             | Гл. роля (сезон) | Еп. роля (сезон) | Брой епизоди | Статус     |  |
| --- | -------------------------------------------------- | ---------------- | ---------------- | ------------ | ---------- |  |
| |                                                    |                  |                  |              |            |  |
| Деймон Таргариен | Мат Смит                                           | 1, 2             |                  | 17           | Жив        |  |
| Принц Деймон е брат на крал Визерис и негов престолонаследник. Той е ездач на дракона Караксис, и също собственик на семейния валириански меч - Мрачна сестра. Деймон е съпруг на лейди Рея Ройс, но бракът е просто политически и не е консумиран, като двамата почти не се срещат. След като съпругата на Визерис - кралица Ема Арин умира по време на раждане и бебето също не оцелява, Деймон докато е пиян се подиграва с „наследникът за един ден“ и Визерис провъзгласява дъщеря си Ренира за новия наследник. В отговор, Деймон открадва драконово яйце, и заедно с любовницата си - Мисария, отлита за Драконов Камък. Заради споделеното си недоволство към крал Визерис, принцът се съюзява с лорд Корлис Веларион и търсят слава във войната с Триархията от Свободните градове. Там Деймън покорява Стъпките като побеждава и убива принца-адмирал на Триархията - Крагас Драхар, и е провъзгласен за краля на Тясното море. Принцът се завръща в Кралския Чертог победоносно и си сваля короната и коленичи пред брат си, и мирът между синовете на Белон е възстановен, но не трае дълго. Деймон започва да флиртува с племенницата си Ренира, и скоро почват да се носят слухове, и когато принца не ги отрича, кралят прокужда брат си от столицата и го праща при съпругата му. Докато Рея Ройс ловува, Деймон я убива като инсценира инцидент, и след като вече е вдовец, и Ренира му е отказан, той взима за жена дъщерята на Корлис - Лейна Веларион. Години по-късно, Деймон и Лейна живеят заедно с дъщерите си Бела и Рена Таргариен в Пентос, като съпругата му пак е бременна. Когато има усложнение при раждането и Лейна умира бавно, тя се самоубива с помощта на дракона си, и Деймон с дъщерите си се завръща в Дрифтмарк за погребението. Скоро Деймон и Ренира отново се сближават и се женят без одобрението на краля, като от техния брак се раждат две момчета - Егон и Визерис Таргариен. Когато лорд Корлис е ранен в битка, брат му Вемонд Веларион решава да предизвика правата на наследниците на Дрифтмарк, които официално са от първия брак на Ренира с Лейнор Веларион, но е обществена тайна, че момчетата всъщност са копелета от Харвин Стронг - стария любовник на принцесата. Вемонд официално назовава момчетата за копелета, за което е убит от Деймон. Понеже защитава честта на семейството, Визерис отново приема Деймон и голямото семейство на краля се събира за вечеря, последен опит на Визерис да сдобри Зелените - страната на кралица Алисант, и Черните - страната на принцеса Ренира към което принадлежи Деймон. Когато принца и Ренира се връщат в Драконов Камък, крал Визерис умира и зелените провъзгласяват първородния син на Алисант и Визерис - Егон II за крал, а в отговор, Черните провъзгласяват Ренира за кралица, което прави Деймон крал-съпруг. Той настоява за война, а Ренира търси политически съюзници, но скоро след като е изпратен да преговяря с Бурен Край, сина на Ренира - Лусерис Веларион е убит от Емонд Таргариен от Зелените. За да отмъсти за смъртта на доведения си син Лусерис, Деймон се промъква в Кралския Чертог, където наема стража и ловец на плъхове с прякорите Кръв и Сирене, и им заповядва да убият Емонд, с думите „син за син“. Но това довежда до смъртта на малкия принц Джехерис, който е син и наследник на Егон II. Заради убийството на детето, Ренира губи популярност и започва да се съмнява в мотивите на Деймон. Кралят-съпруг не може да отрече завистта и желанието си за трона пред Ренира, което довежда до раздор между двойката, и Деймон напуска Драконов Камък за да води собствената си война и да завладее Речните Земи. Кралят-съпруг заедно с дракона си каца на Харънхъл, където кастеланът, сър Саймън Стронг предава замъка на Деймон без съпротива. Там принцът-ренегат среща енигматичната лечителка-вещица - Алис Реките, и скоро след това Деймон започва да получава видения за Лейна Веларион, майка си Алиса Тартагиен, Ренира докато е по-млада и стария крал Визерис - хората които му липсват и чувства че ги е разочаровал. Деймон се съюзава със сър Уилем Блекууд, и го праща да напада семействата на враговете на дома Блекууд - домът Бракен. Но стратегиите на Деймон всъщност влошават мненията на всичките домове от Речните Земи към него, и младия лорд Оскар Тъли, не оставя друг избор на Деймон, освен да екзекутира сър Уилем заради престъпление извършени по неговите насочвания. Кралят-съпруг започва да вижда грешките си, и когато постига това осъзнание, Алис помага на Деймон да изпита едно последно видение докосвайки Дърво на сърцето. Деймон съпроводен в виденията си от бъдещата Триока Врана и Хелена Таргариен, вижда, че за да се спаси човечеството от заплахата която ще идва с Дългата Нощ поколения след смъртта му, трябва да се откаже от личните си амбиции и да подкрепи Ренира, за да се осъществи пророчеството на Егон Завоевателя. Скоро Ренира пристига в Харънхъл, и Деймон обявя себе си и армията на Речните земи в нейна подкрепа. |                                                    |                  |                  |              |            |  |
| |                                                    |                  |                  |              |            |  |
| Ренира Таргариен | Ема Д'Арси Мили Алкок (като млада, сезон 1-2)      | 1, 2             | 2                | 17           | Жива       |  |
| Принцеса Ренира е дъщеря на крал Визерис и кралица Ема Арин, както и ездач на дракона Сиракс. Най-добрата и приятелка е Алисант Хайтауър - дъщерята на Ръката на краля. След като майка и умира при раждането на брат му, който също не оцелява, и чичо и Деймон Таргариен докато е пиян се подиграва с трагедията, Визерис официално обявявя Ренира за престолонаследник. Той и споделя тайната която се предава от родител към наследник на трона, за пророческия сън на Егон Завоевателя за Дългата Нощ която ще донесе зло което може да унищожи човечеството в бъдещето и дълга на Таргариените да спрат злото. По-късно тя назначава сър Кристън Кол за кралската гвардия, и неин личен бодигард, след доблестното му представяне по време на турнир. Когато Ренира научава, че баща и ще се жени за нейната млада приятелка Алисант, тя е отвратена от него, и се чувства предадена от нея. Скоро Алисант започва да ражда нови деца на краля, Егон, Емонд, Хелена и Дерон, но кралят обявява, че Ренира остава официалния престолонаследник. Принцесата е близка с чичо си, с който имат и привличане, но когато Деймон не отваря на желанията и, Ренира взима тайно сър Кристън за неин любовник. След време, принцесата е притисната да си избере съпруг и Кристън и предлага да избягат заедно, но когато Ренира отказва и спира аферата, Кристън е огорчен и започва да мрази Ренира. Тя решава да сключва формален брак с Лейнор Веларион, който тя знае, че е гей, но двамата се споразумяват да не пречат на аферите на един друг. Ренира взима за любовник Харвин Стронг - сина на новия Ръка на Краля, от който тя ражда три момчета - Джесерис, Лусерис и Джофри Веларион, като официален баща на децата е Лейнор, но е обществена тайна, че всъщност са от сър Харвин. За да намалят слуховете, Харвин заедно с баща си напускат столицата и се връщат в Харънхъл, където и двамата умират в пожар. След инцидент между децат на Ренира и Алисант, враждата между принцесата и кралицата се задълбочава. Съпруга и Лейнор, желае да напусне Седемте кралства с любовника си, затова Ренира и Деймон инсценират смъртта му, и скоро чичо и племенница се женят тайно от краля. Години по-късно, Ренира ражда и две деца на Деймон - Егон и Визерис, чичото на Лейнор - Вемонд Веларион, иска да наследи Дрифтмарк и публично обявявя децата на Ренира от първия и брак за копелета, за което Деймон му отсича главата. Визерис организира вечеря в опит да сдобри Зелените - страната на кралица Алисант, и Черните - страната на принцеса Ренира, която е успешна в началото, но след оттеглянето на краля в стаята си, децата отново се сбиват. Когато Ренира и Деймон се прибират в Драконов Камък, кралят умира в съня си и Зелените обявяват нейния полубрат Егон II за крал. Рейнира е коронована от Черните, и изпраща Джесерис и Лусерис в мисии да съберат политически съюзници, но по време на мисията си в Бурен Край, Лусерис е убит от Емонд Таргариен. Джесерис се връща с обещание за подкрепа от Долината на Арин и Севера, но кралица Ренира е съкрушена от смъртта на Лусерис, и Деймон праща наемни убийци в столицата за да убият Емонд, но вместо него, те убиват малкия принц Джехерис Таргариен, който е син и наследник на Егон II. Името на Ренира е опетнено заради убийството на момчета, и след като Деймон не може да признае на Ренира, че все още не таи желания за трона, кралят-съпруг на Ренира отлита от столицата с неговия дракон. В отговор на убийството, сър Кристън изпраща рицаря от Кралската гвардия сър Арик Каргил, за да се преструва на брат си близнак - Ерик, който е на служба при Ренира, за да убие кралицата. Благодарение на намесата на Мисария, това води само до смъртта на братята - единия убива другия, след което се самоубива, но Ренира е спасена. Когато сър Кристън започва да напада замъците на знаменосците на Ренира, кралицата изпраща братовчедка си - принцеса Рейнис Таргариен с нейния дракон Мелийс за да спре Кристън, но по време на битката Рейнис и Мелийс са убити. Ренира назначава Корлис Веларион за неин ръка, и разпредели своите деца и наследници, за да не могат да бъдат убити всички, понеже тя знае, че като Рейнис е мъртва и докато Деймон и Караксис ги няма, не са достатъчно силни за да спрат Емонд и Вегар. Ренира с помоща на Рена Таргариен, изпраща Джофри в Орлово Гнездо в Долината, а малките Егон и Визерис се плануват да бъдат изпратени в Пентос. Ренира предприема отчаян опит, да пътува тайно до столицата с рицаря Стефон Дарклин и да се опита да се сдобри с Алисант, и след разговор с нея разбира, че Алисант е разбрала грешно последните думи на крал Визерис, но вече е твърде късно и войната не може да бъде спряна. Кралицата, с помощта на Мисария с която се сближават, започва да праща храна на гладуващото население в Кралския Чертог, за да спечели любовта на хората обратно. Ренера решава да търси ездачи за самотните дракони в Драконов Камък. След неуспешен опитомяване на дракон, който води до смъртта на сър Стефон, Ренира се отчайва, но за нейна изненада копеле от Дрифтмарк - Адам успява да опитоми Морския Дим - дракона на бившия и съпруг. Ренира с помощта на Мисария, събира всички Таргариенски копелета в Драконов камък, в опит да се намерят ездачи на Вермитор и Среброкрила. Целта се постига и копелета от Кралския Чертог - Улф и Хю са новите ездачи. Този път Алисант тайно се промъква в Драконов Камък за да помоли Ренира за мир, но Кралицата и обявя, че мир не може да има докато крал Егон II e жив. |                                                    |                  |                  |              |            |  |
| |                                                    |                  |                  |              |            |  |
| |                                                    |                  |                  |              |            |  |
| Алисант Хайтауър | Оливия Кук Емили Кери (като млада, сезон 1)        | 1, 2             |                  | 17           | Жива       |  |
| Лейди Алисант е дъщеря на Ръката на краля Ото Хайтауър, сестра на Гуейн и най-добра приятелка на принцеса Ренира. След смъртта на кралица Ема Арин, Ото притиска дъщеря си за да съблазни краля. Скоро след като се сближават, Визерис съобщава, че ще се жени за Алисант и Ренира се чувства предадена от приятелката си. Годините след брака, Алисант ражда три сина и една дъщеря на краля - Егон, Емонд, Хелена и Дерон Таргариен. Кралят макар вече да има синове, е решен престолонаследника да остане Ренира. Алисант завижда на Ренира за свободата и да избере съпруг, и когато се започват да се носят слухове за Ренира и принц Деймон, принцесата се заклева пред приятелката, че не лягала с Деймон и че все още е девствена. Ото е уволнен от поста си Ръка и напуска столицата, заради амбициите си неговия внук Егон да наследи краля вместо Ренира. Алисант страда заради липсата на баща си, и научава от Ларис Стронг, че Ренира пие чай за предпазване от бременност. Кралица Алисант се чувства предадена от Ренира, и скоро след сватбата на принцесата с Лейнор Веларион, тя получава признание от Кристън Кол, за връзката му с Ренира, която вече е прекъсната. След тези събития, сър Кристън става личен бодигард на Алисант. Години по-късно, Ренира ражда третото си дете от брака с Лейнор, но Алисант отбелязва как децата не приличат на паща си, а по скоро на бодигарда Ренира - сър Харвин Стронг. Алисант се опитва да говори с краля за децата на Ренира, и правото на Егон за трона, но Визерис я отсича всеки път. След смъртта на Лайонел Стронг и сина му Харвин, Алисант подозира, че нейния съюзник Ларис Стронг е организирал убийството, но си мълчи. По време на погребението на Лейна Веларион, децата на Алисант и децата на Ренира се сбиват, и Емонд губи едното си око, но опитомява Вегар - най-големия дракон на Таргариените. Скандалът разраства неразбирателството между принцесата и кралицата. Алисант и краля, решават да женят децата си Егон и Хелена един за друг, по традиция на Таргариените. Години по-късно, когато Ренира и втория и съпруг принц Деймон се връщат в Кралския Чертог, където сър Вемонд Веларион открито нарича копелета децата на Ренира от първия и брак с Лейнор, за което е убит от Деймон. Кралят организира голяма семейна вечеря в опит да сдобри Зелените - страната на кралица Алисант, и Черните - страната на принцеса Ренира. Вечерята е успешна, и когато принцесата тръгва за Драконов Камък, Алисант и Ренира се разделят като приятелки. Когато Визерис прошепва пророчеството на Егон Завоевателя в смъртното си лего, Алисант си мисли, че краля иска наследника да е техния син - Егон Таргариен. След смъртта на Визерис, Алисант и Зелените тайно от Ренира, короноват Егон II за крал на Седемте Кралства. Алисант започва да губи контрол над Егон и Емонд, и тайно взима сър Кристън за любовник. Тя е в леглото с него, когато наемните убийци на Деймон, убиват нейния внук принц Джехерис, пред очите на майката на детето. Хелена, бягайки с оцелялото си дете, заварва Алисант и Кристън в леглото. На другия ден Ото приписва публично убийството на малкия принц на Ренира Таргариен. Заради нетърпението си към политическите ходове на дядо си, Егон уволнявя Ото и избира сър Кристън за нов Ръка. Няколко дни след като Ото напуска столицата, при Алисант идва брат и сър Гуейн, който ще води Хайтауърската войска в подкрепа на новата Ръка на краля. Докато посещава септата, Ренира тайно се промъква при кралицата за да обсъдят възможно начини за мир. Кралицата-вдовица след разговора с Ренира, осъзнава, че грешно е интерпретирала предсмъртните думи на крал Визерис, но вече е твърде късно. По-късно Алисант и Егон II се карат, и кралят решава да се включи в битката която се води от сър Кристън. Егон се завръща в столицата изгорен и деформиран, Алисант подозира, че Емонд който също е участвал в битката е отговерен. След подкрепата на Малкия Съвет, Емонд е обявен за регент, докато Егон се възстанови. Принцът-регент изпраща Кристън и Гуейн отново на бойното поле, призовава Ото обратно в столицата и изключва Алисант от Малкия Съвет. Безсилна и без съюзници, Алисант тайно посещава Ренира в Драконов Камък за да моли за мир, и обещава да осигури предаването на столицата без кръвопролитие, но Ренира казва, че ако Алисант и Хелена поискат, могат да избягат, Ренира ще трябва да вземе главата на Егон II. |                                                    |                  |                  |              |            |  |
| |                                                    |                  |                  |              |            |  |
| Ото Хайтауър | Рис Айфанс                                         | 1, 2             |                  | 12           | Жив        |  |
| Сър Ото е по-малък брат на лорд Хобарт Хайтауър от Стария град, и баща на Алисант и Гуейн. Той служи като Ръката на краля за Визерис Таргариен. Той е назначен за Ръка от стария крал Джехерис Таргариен и смята принц Деймон за най-голямата заплаха за кралството. След смърта на кралица Ема Арин, Ото праща дъщеря си Алисант, да съблазни краля. Плановете на Ото са успешни и дъщеря му става новата кралица, и скоро ражда деца от него - Егон, Емонд, Хелена и Дерон Таргариен. Ото смята, че не принцеса Ренира трябва да е наследника на краля, а неговия внук - Егон, и когато се опитва да притиска краля за наследяването, е уволнен от позицията си. Години по-късно, след смърта на новата Ръка - лорд Лайонел Стронг, Ото е възстановен на позицията си. След инцидент между децата на Ренира и тези на Алисант, съперничеството между принцесата и кралицата нараства, което подпомага плановете на Ото. Ръката се съюзява с Вемонд Веларион, който поставя под съмнение легитимността на правата на децата на Ренира за Дрифтмарк от първия и брак, но след като Вемонд нарича децата копелета, той е убит от принц Деймон, който е настоящия съпруг на принцесата. Внуците на Ото - принц Егон и принцеса Хелена се женят един с друг по Таргариенски обичаи, и се раждат правнуците му близнаци - принц Джехерис и принцеса Джехера. Когато крал Визерис умира, и в смъртноно си легло бълнува за Егон, Алисант казва, че краля е пожелал новия наследник да е техния син, а Ото след години плануване е готов да действа и бързо короноват Егон II като законния крал. Ръката неуспешно се опитва да преговаря с Ренира, която също е короновата като законната кралица, и така започва гражданската война на Таргариените. Сър Ото служи като Ръка на внука си Егон. Скоро, в отговор за убийството Лусерис Веларион от Емонд, Деймон праща наемни убийци в столицата, което довежда до смъртта на принц Джехерис. Ото приписва публично убийството на кралица Ренира, което намаля популярността и. Заради смъртта на малкия принц, Егон става нетърпелив към бавните планове на дядо си, и отнема поста от Ото, като назначава командира на кралската гвардия сър Кристън Кол в позицията, който е по-агресивно склонен към действия. Ото решава да напусне Кралския Чертог, за да осигури съюз с Тирелите, към които Хайтауръте са знаменосци и също така да служи като ментор на принц Дерон, който живее Стария град. Дълго време няма вести за местонахождението на сър Ото, и никой не подозира, че той е взет за заложник. |                                                    |                  |                  |              |            |  |
| |                                                    |                  |                  |              |            |  |
| |                                                    |                  |                  |              |            |  |
| Корлис Веларион „Морската Змия“ | Стив Тюсант                                        | 1, 2             |                  | 14           | Жив        |  |
| Корлис е лорд на Дрифтмарк, брат на сър Вемонд, съпруг на принцеса Рейнис и баща на Лейнор и Лейна Веларион. Той е известен като Морската Змия, заради световно известните му девет пътешествия из Познатия Свят. Веларионите са знаменосци на Таргариенити и също освен тях, са единствения род успял да избяга от древната Валирия преди разрушаването му. Корлис е и лорд адмирал и Господар на корабите в Малкия Съвет на крал Визерис. Известният кораб на Корлис се казва „Морската змия“. По-рано в младостта си, Корлин си взима любовница от която има две момчета-копелета. Съпругата му - Рейнис, е била една от главните кандидати за Железния трон в Големия съвет на Харънхъл, след смърта на крал Джехерис, но Визерис е спечелил, защото трона се предава по мъжка линия. След като Визерис официално признава принцеса Ренира за наследник на трона, Корлис и Рейнис се вричат във вярност на принцесата. След смъртта на кралица Ема Арин, лорд Корлис неуспешно предлага малката си дъщеря Лейна за нова жена на краля. След отказа на краля, Корлис се съюзява с брата на краля - принц Деймон, и заедно обявяват война на Триархията на свободните градове за Стъпките, за да търсят слава на бойното поле. Корлис и Деймон печелят войната, и Морската змия договаря брак на принцеса Ренира с неговия син сър Лейнор. Лейнор обаче е гей, и децата от съюза - Джесерис, Лусерис и Джофри Веларион всъщност са заченати от сър Харвин Стронг, което е обществена тайна. Корлис също урежда брак на дъщеря си Лейна, с принц Деймон, от който се раждат Бела и Рена Таргариен. Години по-късно, Лейна умира по време на раждане, а Лейнор инсценира смъртта си и напуска континента. Корлис е съкрушен след смъртта на децата си и обявява Лусерис Веларион за свой наследник, макар да знае, че детето не е негова кръв. По време на битка с пирати, Корлис е тежко ранен, и докато е в критично състояние, брат му Вемонд се опитва да се обяви за законния наследник на Дрифтмарк, но е убит от Деймон, след като нарича децата на Ренира - копелета. След смъртта на крал Визерис, Зелените короноват Егон II, а Корлис и Рейнис се присъединяват към Черните, и короноват Ренира за кралица. Малко след коронацията, по време на дипломатическа мисия за събиране на съюзници, наследника на Корлис - Лусерис Веларион е убит от принц Емонд Таргариен. Флотилията на Морската змия обгражда блокира доставянето на всички храни в Кралския Чертог. Корлис започва да се слбижава с копелето си Алин от Корпуса, след като той му спасява живота. Въпроса за наследника на Дрифтмарк още не е решен, макар Рейнис да настоява за обявяването на дъщерите на Лейна за наследници. Когато сър Кристън започва да избива знаменосците на Ренира, кралицата изпраща Рейнис с дракона и, за да спре рицаря, но Рейнис и Мелийс са убити в битка. Без жена си, Корлис губи своята движеща сила, но Ренира го назначава като Ръка на кралицата за да му даде цел. Адам от Корпуса - брат на Алън и копеле на Корлис успява да опитоми дракона Морски Дим - бившия дракон на Лейнор, който е останал без ездач. Корлис започва да вижда достойнството на копелетата си, и назначава Алин като негова дясна ръка в кораба си, който вече се казва „Кралицата която не бе“, в чест на починалата му жена. Лорд Корлис и Алън се качват на борда на кораба, и тръгват за да подкрепят морската блокада на Кралския Чертог. |                                                    |                  |                  |              |            |  |
| |                                                    |                  |                  |              |            |  |
| |                                                    |                  |                  |              |            |  |
| Кристън Кол | Фебиън Франкъл                                     | 1, 2             |                  | 16           | Жив        |  |
| Сър Кристън е рицар от Дорн, който участва в турнира в чест на раждането на новото бебе на крал Визерис и кралица Ема Арин. В турнира, Кристън успява да победи принц Деймон, с което грабва вниманието на принцеса Ренира. Скоро, след като се отваря място в Кралската гвардия, принцеса избира Кристън за нов член и го прави неин личен бодигард. Години по-късно, когато принцесата е отхвърлена от принц Деймон, Ренира съблазнява Кристън, и консумирайки тайната си връзка, рицарят нарушава обетите си. Когато кралят започва подготовка за уреждане на брак на Ренира с Лейнор Веларион, сър Кристън предлага на принцесата да избягат заедно. Ренира отхвърля предложението и слага край на аферата им, което събужда презрение в рицаря към принцесата. По време на сватбата, любовника на Лейнор - сър Джофри Лонмаут признава на Кристън за знанието му за аферата, заради което рицарят убива сър Джофри. След това, Кристън се кани да се самоубива, но е спрян от кралица Алисант, която по-рано получава признание от рицаря за аферата. Рицарят и кралицата се съюзяват срещу Ренира, заради общото им презрение към принцесата. Години по-късно, крал Визерис умира с посочен наследник Ренира, но Зелените - Таргариенския фактор на кралица Алисант, решават да короноват Егон II за крал. Когато лорд Бийсбъри от Малкия Съвет възразява, той е убит от сър Кристън, и след отказа на лорд командира на Кралската гвардия - сър Харолд Уестерлинг да признава Егон за крал, стария рицар е напуска служба и Кристън е избран за новия лорд командир. Лично сър Кристън поставя короната на Егон II, и от този ден нататък е известен с позорното има - Създателя на крале. Кралицата-вдовица Алисант, тайно взима Кристън за любовник и така рицарят за пореден път нарушава обетите си. Принц Джехерис - синът на Егон II e убит от наемници, по време на стражата на Кристън, който в същия момент е в легло с кралицата. Неприемащ собственото си недостойно поведение, Кристън решава да изпрати своя брат по обет - сър Арик Каргил на самоубйствена мисия. Арик трябва да се преструва на своя брат-близнак сър Ерик, който служи на Черните, и да убие кралица Ренира. Планът не е сполучлив и само довежда до смъртта на братята. Но усилията на лорд командира са забелязани от крал Егон II, който решава да уволни дядо си и назначи сър Кристън за Ръка на краля. Изпитвайки вина за смъртта на своя малък внук, Алисант слага край на аферата с Кристън. Новата Ръка на краля, заедно с братът на кралицата - Гуейн Хайтауър, започва да нападат земите на знаменосците на Ренира, като планът е да подмамят някой драконов ездач от Черните, и Емонд заедно с големия дракон Вегар да убие ездача. Планът успява за кратко когато се появява принцеса Рейнис върху Мелийс, но неочаквано, крал Егон II върху Слънчев Огън също се включва в битката. В битката Рейнис и Мелийс са убити, но Емонд и Вегар също така нараняват тежко краля и Слънчев Огън, като тялото на Егон II жестоко изгорено. След като вижда как войници умират като мравки под драконите, Кристън се чувства безсилен и пази действията на Емонд в тайна. Принц Емонд започва да служи като регент на тежко ранения крал, и изпраща Кристън и Гуейн, за да се срещнат с армията на Ланистърите и да покорят Речните земи. |                                                    |                  |                  |              |            |  |
| |                                                    |                  |                  |              |            |  |
| |                                                    |                  |                  |              |            |  |
| Ларис Стронг | Матю Нийдъм                                        | 1, 2             |                  | 13           | Жив        |  |
| Ларис е по-малкия син на лорд Лайонел и по-малък брат на сър Харвинг Стронг. Той е роден с увреждане, заради който десния му крат огънат навътре. Заради увреждането, хорато го наричат с прякора „Кривото стъпало“. Той информира кралица Алисант, че майстерите доставят лунен чай на принцеса Ренира, билка която се използва против забременяване. Ларис се превръща в дясната ръка на Ренира, като я храни с необходимата информация нужна за политическите и маневри. Когато баща му и Ръка на краля - лорд Лайонел се връща със сър Харвин в Харънхъл, Ларис организира пожара в замъка, с който убива баща си и брат си. Така той осирява завръщането на Сър Ото ка Ръка, и отстраняването на сър Харвин, който е любовник и таен баща на децата на принцеса Ренира. Убийствата също осигуряват наследяването на Ларис за титлата лорд на Харънхъл. Лорд Ларис има фетиш за крака, и обменя информация с кралица Алисант срещу воайорство на краката и. Осигурявайки слухове и работейки за Хайтаурите като изповедник, Ларис трупа влияние и си създава своя мрежа от шпиони. Когато крал Визерис умира, лордът хвърля служителите на Червената цитадела в тъмницата, за да осигури короноването на крал Егон II, без знанието на законната престолонаследница - Ренира Таргариен. По-късно, Ларис също опожарява имението на Белия червей - Мисария, която също е създала нейна шпионска мрежа. Ларис научава за аферата между Алисант и сър Кристън Кол, и спира подкрепата си към кралицата. Когато сина на краля - принц Джехерис е убит, хората на Ларис хващат един от наемните убийци, и Кривото стъпало доставя убиеца на краля, за да си отмъсти за убийството. Заради услугите, Егон II назначава Ларис в Малкия съвет, на поста Господар на слухарите. Замъкът на лорда е завладян от принц Деймон от Черните, и когато Егон II е тежко ранен и деформиран след битка, принцът-регент Емонд Таргариен обвинява Ларис за загубата на Харънхъл. През годините, Ларис тайно е опразнил хазната на Харънхъл и насочил всичкото злато към Желязната Банка на Бравос. Кривото стъпало започва да се сближава със сакатия крал Егон II, като тайно му помага за частичното възстановяване и мотивиране на краля. Когато Егон II се бои за живота си от принца-регент, а в същото време Черните намират нови ездачи за самотните им дракони, Ларис тайно се измъква с краля от столицата, с цел да живеят в охолство с откраднатото злато от дома Стронг, докато Зелените и Черните се избиват, за да може Егон II да се завърне към Железния трон в бъдещето. |                                                    |                  |                  |              |            |  |
| |                                                    |                  |                  |              |            |  |
| |                                                    |                  |                  |              |            |  |
| |                                                    |                  |                  |              |            |  |
| Мисария „Белия Червей“ | Соноя Мизуно                                       | 1, 2             |                  | 13           | Жива       |  |
| Мисария е любовница на принц Деймон Таргариен. Тя е родена в Йи Ти, континента Есос, където като малка е насилена от баща си. Евентуално почва да работи като проститутка и събира информация за да трупа власт, и стига до Вестерос. Освен любовница, Мисария се превръща и в близък съюзник на Деймон. След като крал Визерис прокужда брат си Деймон от столицата, Деймон лъже, че Мисария е бременна, за да нарани брат си, който не одобрява връзката. Тази лъжа поставя Мисария в опасност, и връзката и с Деймон се разпада. Години по-късно, Мисария е известна като „Белия Червей“ в улиците на Кралския Чертог, като вече е създала мрежа от шпиони, които използва за краде и продава информация, с която по-късно използва за да увеличи властта и влиянието си. Тя продава информация на сър Ото Хайтауър, че Деймон и Ренира са видени в публичен дом. И по-късно когато Визерис е мъртъв и принц Егон се крие, пак продава информация за местонахождението на бягащия принц. Заради порастващото и влияние, Ларис Стронг, който също има мрежа от шпиони унищожава имението на Мисария Опитвайки се да избяга от столицата, Мисария е заловена от блокадата на Веларионите, и сър Ерик Каргил я взима пленница и води в Драконов Камък. Там Деймон я обвинява в предателство, и за да спечели свободата, Белия червей осигурява начин Деймон да се промъкне в столицата, за да отмъсти за смъртта на доведения си син. После Деймон я изоставя в тъмницата, но Ренира решава да я пусне. При тръгване от замъка, Мисария забелязва сър Арик Каргил, който служи за Зелените, да влиза в замъка преструвайки се на брат си близнак - който служи за Черните. От благодарност към Ренира, Мисария предупреждава сър Ерик, което води до дуел и смъртта на братятя, но Ренира е спасена. Кралицата решава да използва уменията и знанията на Мисария, за да се промъкне тайно в Кралския Чертог, за нейна лична мисия. По-късно по съвет на Мисария, Ренира праща храна за гладуващото се население на столицата, което я прави популярна сред простолюдието. Заради взаимното уважение, двете жени започват да изпитват привличане една към друга. Мисария отново използва мрежата си от шпиони, за да намери и доведе всички Таргариенски копелета в Драконов Камък, за да се намерят нови ездачи на самотните дракони там. |                                                    |                  |                  |              |            |  |
| |                                                    |                  |                  |              |            |  |
| Джейсън Ланистър | Джеферсън Хол                                      | 1, 2             |                  | 4            | Жив        |  |
| Джейсън и лорд на Западните земи и Скалата на Кастърли, както и близнак на сър Тайлънд Ланистър. Лорд Джейсън е кандидат за ръката на престолонаследничката Ренира, но е отхвърлена от принцесата. По-късно, по време на сватбата на Ренира с Лейнор Веларион, Джейсън показва недоверие в качествата на жена да управлява. Когато крал Визерис умира, Зелените обявяват Егон II за крал вместо Ренира, и Джейсън се обявя в подкрепа на Зелените, заради виждания си и защото брат му - Тайланд, седи в Малкия Съвет на новия крал. След началото на гражданската война, лорд Джейсън събира знаменосците си в Западните земи. По-късно заедно с лорд Хъмфри Лефорд, марширува с войската си към Речните земи, за да воюва с войската на принц Деймон, която се събира в Харънхъл. |                                                    |                  |                  |              |            |  |
| |                                                    |                  |                  |              |            |  |
| Тайлънд Ланистър | Джеферсън Хол                                      | 1, 2             |                  | 13           | Жив        |  |
| Сър Тайлънд е рицар и близнак на лорд Джейсън Ланистър. Когато лорд Корлис Веларион се включва във войната с Триархията, Тайлънд е провъзгласен за новия Господар на корабите в Малкия Съвет. Той, също като Джейсън, смята, че короната трябва да се предаде по мъжка линия, а не на принцеса Ренира. След смъртта на крал Визерис, Тайлънд и Ръката на краля - сър Ото, вече имат готов план да короноват Егон II и Зелените бързо се пускат в действие и обявяват новия крал. Заради подкрепата си, Тайлънд също е обявен и за Господар на Хазната. Когато започва гражданската война, Тайлънд призовава брат си заедно със знаменосците от Западните земи за подкрепа. Когато крал Егон II e тежко ранен, и на негово място управлява принца-регент Емонд Таргариен, Тайлънд е изпратен на мисия в Есос. Той трябва да потърси съюз с пиратите на Триархията, за да унищожат морската блокада на Кралския Чертог от Веларионската флотилия. Господаря на корабите и хазната, пътува до Свободния град Тирош, където преговорите са успешни. Той обещава Стъпките на Триархията, и срещу това получава флотилията на командир Шарако Лохар, с която плават обратно към Вестерос. |                                                    |                  |                  |              |            |  |
| |                                                    |                  |                  |              |            |  |
| |                                                    |                  |                  |              |            |  |
| Джесерис Веларион | Хари Колет Лео Харт (като дете, сезон 1)           | 1, 2             | 1                | 12           | Жив        |  |
| Принц Джесерис е син и наследник на принцеса Ренира, ражда се след брака на принцесата с Лейнор Веларион, но е обществена тайна, че истинския му баща е сър Харвин Стронг. Той е ездач на дракона Вермакс и по-голям брат на Лусерис и Джофри Веларион и по-голям полубрат на принцовете Егон и Везерис от втория съпруг на майка си. На млада възраст, Джесерис губи и биологичния си баща - сър Харвин, и официалния си баща - сър Лейнор. Като деца, Джесерис и Лусерис се сбиват с малкия принц Емонд - техния вуйчо, като това коства едното око на принца. Години по-късно, Джесерис, вече сгоден за братовчедка си Бела Таргариен е на голяма семейна вечеря, където крал Визерис се опитва да сдобри децата си от Алисант - Зелените и внуците си от Ренира - Черните. В присъствие на краля вечерята е успешна, но след оттеглянето на патриарха, Емонд намеква, че Джесерис и братята му са копелета и враждата между принцовете се засилва. Когато крал Визерис умира, Зелените короноват вуйчото на Джесерис - Егон II за крал, като прескачат правото на официалния наследник Ренира и по този начин и на Джесерис, който е наследник на майка си. Ренира също е коронована като кралица от Черните, и като кралица, Ренира изпраща Джесерис и Лусерис заедно с драконите им на дипломатическа мисия да осигурят съюзници. Джесерис е изпратен за Долината на Арин и Севера, а Лусерис е изпратен на по-лесната мисия в Бурните земи. Принца обещава дракон пазител за Орлово Гнездо на Арините, и така получава подкрепата им. В Севера, Джесерис се сприятелява с младия лорд Креган Старк, с който посещават Вала, и Креган обещава само сивите бради в подкрепа на кралицата, тоест остарелите войни. Там Джесерис научава за убийството на Лусерис от едноокия принц Емонд. Той се връща съкрушен при майка си и братята си за погребението на принца. По-късно, Ренира разкривата тайната която се предава от родител към наследник при Таргариените - това за пророческия сън на Егон Завоевателя. Принца също се договаря с Фрейовете, за да осигури достъп на Северняшката армия в Речните земи. Ренира и Джесерис плануват да търсят нови ездачи за самотните дракони в Драконов Камък. Първоначално идеята на принца е да търсят от други Домове с Таргариенска кръв поколения назад, но когато опитите са неуспешни, Ренира кани Таргариенските копелета да пробват. Това пристеснява Джесерис, защото легитимността му като Таргариен идва от притежание на дракон, и ако копелета могат да яздят, повече хора ще са склонни да видят и него като копеле. Страховете на принца се сбъдват, когато Хю и Улф - копелета от Кралския Чертог са успешни в опитомяването на два дракона. Това влошава отношенията между принца и майка му. |                                                    |                  |                  |              |            |  |
| |                                                    |                  |                  |              |            |  |
| |                                                    |                  |                  |              |            |  |
| Егон II Таргариен | Том Глин-Карни Тай Тенант (като дете, сезон 1)     | 1, 2             | 1                | 13           | Жив        |  |
| Принц Егон е най-големият син на крал Визерис и кралица Алисант, както и полубрат на Ренира, и брат на Емонд, Хелена и Дерон Таргариен. Той се ражда от втория брак на краля, и е ездач на дракона Слънчев Огън. Принца е кръстен на Егон Завоевателя. Още от раждането му, Хайтауърите се опитва да убедят краля за да посочи Егон като негов престолонаследник, но Визерис не спазва традиционното преминава на Железния трон по мъжка линия, и настоява Ренира да остане наследницата. Докато са малки, Егон и полуплеменниците му Джесерис и Лусерис се подиграват на принц Емонд за неуспешните му опитомявания на дракони, което по-късно мотивира Емонд да опитоми най-големия дракон на Таргариените - Вегар. Егон често се напива и веднъж дори изнасилва слугиня, акт който кралицата по-късно прикрива. По обичай на Таргариението, Егон се жени за сестра си Хелена, съюз от който имат близнаци - принц Джехерис и принцеса Джехера. Той също посещава и публичния дом в Кралския Чертог, откъдето има и копеле. След смъртта на Визерис, Ръката на Краля - дядото на Егон, заедно с другите съмишленици - Зелените, решават тайно от Ренира да короноват Егон. Принцът обаче не е готов за отговорностите и се опитва да избяга, но е хванат и върнат от Емонд и Кралската гвардия. Егон е коронован като Егон II, като носи короната на Завоевателя и семейния меч на Таргариените - Блекфайър. В отговор, Черните короноват Ренира и започва гражданската война известна като Танца на драконите. Егон II се наслаждава на ролята си като крал, и обича своя син и наследник - принц Джехерис. Принцът-съпруг на Ренира - Деймон праща наемни убийци в Червената цитадела, за да отмъстят за убийството на Лусерис Веларион от Емонд Таргариен. Наемниците убиват малкия принц Джехерис, което вбесява Егон II, и с помощта на лорд Ларис, Егон II пребива до смърт единия наемник, и за да убие другия, обесва всички хващачи на плъхове от който единия е другия наемник. Кралят е неопитен в управляването, и сър Ото прави всички политически ходове за да осигури победа за Зелените, но Егон II не е задоволен от бавните планове на дядо си и отнема поста от сър Ото. На негово място, кралят назначава лорд командира на Кралската гвардия - сър Кристън Кол, който е по-склонен на директни действия като изпраща неуспешно друг рицар за живота на Ренира. Егон II се чувства неадекватен в сравнение с по-стратегически мислещите Емонд и сър Кристън, чувство което се усилва след каране с майка му. Когато новата Ръка води войска която избива знаменосците на Ренира, кралят докато е пиян решава да се качи на Слънчев Огън и да се включи в битката. Там, Егон II и Слънчев Огън се сблъскват с принцеса Рейнис и дракона Мелийс, и докато са заплетени във въздушна сватка, идва Емонд върху Вегар и напада с огън и двата дракона, без да се съобразява с безопасността на краля. Слънчев Огън е смъртоносно ранен и остава без едно крило, а краля е тежко изгорен до деформиране, със строшен крак и унищожен член. Победата над Рейнис и Мелийс се приписва на Егон II, но кралят се бори за живота си, и на негово място като регент е назначен принц Емонд. Егон II идва в съзнание, но пази в тайна нападението на Емонд, защото го е страх принцът-регент да не го довърши. Черните намират още драконови ездачи, и раненият крал се бои за живота си освен от брат си, и от евентуално нападение от Ренира. Лорд Ларис, който показва загриженост към сакатия крал, предлага те да избягат тайно от Кралския Чертог и да живеят с златото на Дома Стронг, докато Зелените и Черните не унищожат едни други. По-късно, Егон II и Ларис дегизирани като обикновенни пътници, напускат столицата. |                                                    |                  |                  |              |            |  |
| |                                                    |                  |                  |              |            |  |
| |                                                    |                  |                  |              |            |  |
| Емонд Таргариен | Еван Митчъл Лео Аштън (като дете, сезон 1)         | 1, 2             | 1                | 13           | Жив        |  |
| Принц Емонд е втория син на крал Визерис и кралица Алисант, както и полубрат на Ренира, и брат на Егон, Хелена и Дерон Таргариен. Той се ражда от втория брак на краля и е ездача на най-големия дракон Вегар. Докато са малки, Егон и полуплеменниците му Джесерис и Лусерис се подиграват на принц Емонд за неуспешните му опитомявания на дракони, което по-късно мотивира Емонд да опитоми най-големия дракон на Таргариените - Вегар. Бела и Рена Таргариен се чувстват ограбени заради дракона, чийто предишен ездач е била тяхната майка, и за да защитят момичетата и понеже са наречени копелета от Емонд, Джесерис и Лусерис Веларион - полуплеменниците на принца го нападат. В резултат Емонд губи едното си око, но счита това за справедлива размяна за Вегар. След този ден, принца става известен като Емонд Едноокия. Години по-късно, Емонд се превръща в един от най-добрите бойци на кралството след като е тренира от сър Кристън. След смъртта на Визерис, Ръката на Краля - дядото на Егон и Емонд, заедно с другите съмишленици - Зелените, решават тайно от Ренира да короноват Егон. По-големият брат на принца обаче не е готов за отговорностите и се опитва да избяга, но е хванат и върнат от Емонд и Кралската гвардия. Едноокия принц се чувства по-достоен и заслужаващ короната от неговия брат. Когато полусестра му Ренира също е коронова като кралица от Черните, Емонд лети за да преговария с лорд Борос Баратеон за подкрепата на Бурните земи. Там се появява също и втория син на Ренира - Лусерис Веларион, който преди време отнел окото на Емонд. Лусерис се проваля в преговорите с лорд Баратеон, който обещава подкрепа на Зелените, заради обещанието на принц Емонд да вземе ръката на най-малката му дъщера - Флорис Баратеон. Лусерис отлита с малкия си дракон Аракс, но скоро е стигнат във въздуха от Емонд и Вегар. В началото Емонд просто иска да изплаши другия принц, но скоро губи контрол над дракона си и Лусерис и Аракс са убити от Вегар. Егон II осигурява място на Емонд в Малкия Съвет в знак на подкрепа. Чичото на принца - Деймон Таргариен праща наемни убийци в Червената цитадела за да убият Емонд, но вместо него, наемниците убиват малкия принц и престолонаследни - Джехерис Таргариен, който е племенник на Едноокия принц. Скоро, Емонд и сър Кристън който вече е Ръка на краля, кроят планове за отслабване на Черните. Кристън с войската си напада знаменосците на Ренира, с идеята така да призове драконоездач на Черните, като Емонд с Вегар ще причаква за да погуби противниковия дракон. В началото плана е успешен, принцеса Рейнис върху Мелийс идва за да спаси знаменосците, но неочаквано се появява и Егон II върху Слънчев Огън и се оплита във въздушна схватка с другия дракон. Емонд и Вегар се включват към битката, нападайки и двата дракона. В резултат, Рейнис и Мелийс са убити от принца, но Емонд също така и наранява тежко краля и дракона му, Слънчев Огън е смъртоносно ранен и остава без едно крило, а краля е тежко изгорен до деформиране, със строшен крак и унищожен член. След връщане в столицата, кралят се бори за живота си, и на негово място като регент е назначен принц Емонд. Егон II идва в съзнание, но пази в тайна нападението на Емонд, защото го е страх принцът-регент да не го довърши. По-късно в Малкия съвет, принцът-регент отнема правата на Алисант в съвета, и праща лорд Тайлънд Ланистър за да преговаря с пиратите на Триархията за подкрепа срещу флотилията на Веларионите. Емонд също праща сър Кристън и вуйчо си - сър Гуейн да се срещнат с Ланистърската войска, за да нападнат Харънхъл, където е Деймон Таргариен. |                                                    |                  |                  |              |            |  |
| |                                                    |                  |                  |              |            |  |
| |                                                    |                  |                  |              |            |  |
| Хелена Таргариен | Фиа Сабан Иви Алън (като дете, сезон 1)            | 1, 2             | 1                | 12           | Жива       |  |
| Принцеса Хелена е дъщеря на крал Визерис и кралица Алисант, както и полусестра на Ренира, и сестра на Егон, Емонд и Дерон Таргариен. Тя се ражда от втория брак на краля и е ездач на дракона Мечтан огън. Тя обича буболечки и още от малка има Таргариенски пророчески сили. По обичаите на семейството и, принцесата се жени за своя брат - Егон II от който има деца близнаци - принц Джехерис и принцеса Джехера. След смърта на баща и - крал Визерис, Зелените короноват нейния съпруг Егон II за крал, макар полусестра и Ренира да е официалната престолонаследница. Така Хелена се превръща в кралица на Седемте кралства. Пророческите предсказания на Хелена включват загубата на едното око на брат и Емонд (той ще затвори едно око), както и бягството на принцеса Рейнис през пода при коронацията на Егон II (има звяр под дъските). След убийството на принц Лусерис Веларион от Емонд Таргариен, принца-съпруг на Ренира - Деймон изпраща наемни убийци в Червената цитадела за отмъщение. Вместо Емонд, наемниците Кръв и Сирене убиват принц Джехерис, като карат майкта да посочва кое е момчетата от близнаците. Шокираната Хелена бяга в покоите на майка си с Джехера, и заварва Алисант в леглото със сър Кристън. По време на погребението на принца, Хелена получава паническа атака от близостта с непознати хора. Когато Егон II e лошо изгорен по вина на Емонд, след битка с Рейнис, и Черните намират нови драконови ездачи, Емонд почва да управлява като принц-регент. Емонд притиска Хелена да язди Мечтан огън в битка, но кралицата казва, че не желае да гори хора както Емонд е изгорил Егон II, факт който Хелена научава чрез виденията си. Оказва се, че пророческите видения на Хелена също и позволяват ментална връзка и с други хора имащи видения, защото тя се появява във видението на Деймон задействана от Старите богове в Дървото на сърцето в далечния замък Харънхъл. Тя казва на Деймон, че всичко е една история, и Деймон просто трябва да изпълнява неговата роля, за да допринесе предотвратяването на заплахата от пророчеството на Егон Завоевателя. |                                                    |                  |                  |              |            |  |
| |                                                    |                  |                  |              |            |  |
| |                                                    |                  |                  |              |            |  |
| Бела Таргариен | Бетани Антония Шани Сметурст (като дете, сезон 1)  | 1, 2             | 1                | 11           | Жива       |  |
| Принцеса Бела е дъщеря на принц Деймон Таргариен и лейди Лейна Веларион, както и по-голяма сестра на Рена Таргариен и доведена дъщера на Ренира. Тя се ражда от втория брак на принца и е ездач на дракона Лунен танц. Доката момичетата са малки, заедно с родителите си живеят в Пентос. Там Лейна умира по време на раждане, и принц Деймон заедно с дъщерите си се връща във Вестерос за погребението. След церемонията, принц Емонд Таргариен опитомява дракона на покойната Лейна - Вегар. Бела и Рена се бесни за открадването на драконо, и братовчедите им Джесерис и Лусерис нападат малкия Емонд, заради който Емонд губи едното си око. Бабата на Бела - принцеса Рейнис настоява лорд Корлис да направи Бела негов наследник, понеже е обществена тайна, че тогавашния наследник - Лусерис не е Веларион по кръв, но Морската змия отказва. Години по-късно, Бела е сгодена за принц Джехерис Веларион, който в бъдеще ще е насладник на престолонаследника на крал Визерис - Ренира Таргариен. След смъртта на крал Визерис, Зелените тайно короноват Егон II, а Бела е част от Черните, които подкрепят короновата от тях Ренира. По време на гражданската война, Бела върху Лунен танц често патрулира около Драконов Камък по заповеди на кралицата. Бела е разделена от сестра си, когато Рена е изпратена за да разпредели малките деца на кралицата по стратегически места. По време на редовен патрул, принцесата забелязва войските на сър Кристън и сър Гуейн, които маршируват към земите на знаменосците на Ренира. Бела често подкрепя годеника си, принц Джесерис. |                                                    |                  |                  |              |            |  |
| |                                                    |                  |                  |              |            |  |
| |                                                    |                  |                  |              |            |  |
| Рена Таргариен | Фийби Кембъл Ева Осей-Гернинг (като дете, сезон 1) | 1, 2             | 1                | 10           | Жива       |  |
| Принцеса Рена е дъщеря на принц Деймон Таргариен и лейди Лейна Веларион, както и по-малка сестра на Бела Таргариен. Тя се ражда от втория брак на принца, но няма дракон, заради който се чувства по-малко от останалите Таргариени. Доката момичетата са малки, заедно с родителите си живеят в Пентос. Там Лейна умира по време на раждане, и принц Деймон заедно с дъщерите си се връща във Вестерос за погребението. След церемонията, принц Емонд Таргариен опитомява дракона на покойната Лейна - Вегар. Бела и Рена се бесни за открадването на драконо, и братовчедите им Джесерис и Лусерис нападат малкия Емонд, заради който Емонд губи едното си око. Години по-късно, Рена е сгодена за братовчед си - Лусерис Веларион, който е наследник на Дрифтмарк. След смъртта на крал Визерис, Зелените тайно короноват Егон II, а Рена е част от Черните, които подкрепят короновата от тях Ренира. Малко след коронациите, по време на дипломатическа мисия - Лусерис е убит от принц Емонд Таргариен от Зелените. Рена страда заради смъртта на годеника си. Ренира решава да изпраща по-малките си деца - Джофри, Егон и Визерис на различни места, за да избегне заличаването на рода си при случай нападение от Зелените. Кралицата заповядва на Рена да се грижи за Егон и Визерис, като първо принцесата трябва да остави принц Джофри в Орлово Гнездо при Арините. В престоя си при лейди Джейни Арин, Рена научава, че в Долината има див дракон без ездач, който често изяжда овцете на поданниците на Арините. След като оставя Джофри, Рена трябва да плава заедно с малките принцове Егон и Визерис за Пентос, където да остане с тях. По пътя през Долината обаче, Рена забелязва изгорени кости, и оставя принцовете на войниците тръгнали на път за кораба, и тръгва да намери дивия дракон. След дълго странстване, Рена открива дракона Овцекрад. |                                                    |                  |                  |              |            |  |
| |                                                    |                  |                  |              |            |  |
| Гуейн Хайтауър | Фреди Фокс Уил Уилоуби (като млад, сезон 1)        | 2                | 1                | 6            | Жив        |  |
| Сър Гуейн е рицар от Стария град, син на Ръката на краля Ото Хайтауър и малкия брат на Алисант. Той участва в турнира в чест на раждането на новото бебе на крал Визерис. В турнира е победен от принц Деймон Таргариен. Години по-късно, сър Гуейн пристига в Кралския Чертог от Стария град, малко след като баща му е уволнен от позицията Ръка на краля на Егон II, който е племенник на рицаря. Тайния любовник на Алисант - сър Кристън Кол е назначен за новата Ръка. Сър Гуейн заедно с Ръката Кристън и войската им, тръгват на мисия да унищожат замъците на знаменосците на Ренира. Към битката се включва принцеса Рейнис върху Мелийс от Зелените, и макар да побеждават с помощта на Егон II и Емонд върху техните дракони, Гуейн и Кристън едвам оцелявам хаоса създаден от драконите. Обратно в столицата, Гуейн успокоява сестра си, разказвайки и за принц Дерон Таргариен, който е единствения и син който не е корумпиран от желанието за власт. По-късно, принца-регент Емонд изпраща Гуейн и Кристън обратно на бойното поле, за да се срещнат с войската на Ланистърите и нападнат Харънхъл. |                                                    |                  |                  |              |            |  |
| |                                                    |                  |                  |              |            |  |
| Великия Майстер Орвил | Кърт Еджиауан                                      | 2                | 1                | 13           | Жив        |  |
| Орвил е майстер служещ в двора на крал Визерис и помощник на Великия Майстер Мелос. Той полага редовни грижи за лекуване на появяващите се рани на краля. След смъртта на Мелос, Орвил наследява поста на Велик Майстер. След смъртта на крал Визерис, Орвил подкрепя и съветва Зелените, като служи за новия крал Егон II. Великия майстер също помага на кралицата-вдовица Алисант да не забременее, като и дава лунен чай, след аферата и със сър Кристън, и пази нейната тайна. Когато крал Егон II е лошо изгорен, Орвил спасява на живота и го стабилизира колко е възможно. През следващите седмици, Орвил заедно с лорд Ларис Стронг, помага за физическата терапия на краля, за да може да проходи пак. |                                                    |                  |                  |              |            |  |
| |                                                    |                  |                  |              |            |  |
| Алин от Корпуса | Абубакар Салим                                     | 2                |                  | 6            | Жив        |  |
| Алин е копеле от Корпуса - пристанищно селище до Дрифтмарк. Той служи в кораба на лорд Корлис Веларион и е таен син на Морската Змия. Той редовно бръсне главата си, за да не се покаже сребърната коса на Веларионите. Той спасява живота на лорд Корлис, след като Морската змия пада в морето, тежко ранен след битка с пиратите. След среща с Рейнис, принцесата осъзнава кой всъщност е Алин и говори с Корлис за повишаването му за службата. Когато брат му Адам успешно опитомява дракон, Алин е изпратен в Кралския Чертог за да доведе всички Таргариенски копелета в Драконов Камък. Алин е примерен и изпълнителен моряк, но след като Корлис му предлага помощ повишавайки го, Алин показва цялата обида трупана в него през годините, за непризнаването му за син на лорда. След което Алин и Корлис плават заедно на борда на „Кралицата която не бе“, за да се присъединят към блокадата на Кралския Чертог. |                                                    |                  |                  |              |            |  |
| |                                                    |                  |                  |              |            |  |
| Адам от Корпуса | Клинтън Либърти                                    | 2                |                  | 4            | Жив        |  |
| Адам е копеле от Корпуса - пристанищно селище до Дрифтмарк. Той работи като майстор поправящ корабите на лорд Корлис Веларион и е тайно син на Морската Змия. Ловейки риба на брега, Адам е подгонен от дракона Морски Дим, който е без ездач след смъртта на полубрата на Адам - Лейнор Веларион. Когато дракона го достига, двамата усещат връзка и Адам става новия ездач на Морски Дим. След среща с кралица Ренира, Адам предлага услугите си и се врича във вярност към кралицата. По-късно, лорд Корлис за първи път забелязва и поздравява Адам за успеха. След червената сеитба, в която и други Таргариенски копелета опитомяват дракони, Адам, Улф и Хю, се готвят да участват във войната със Зелените. |                                                    |                  |                  |              |            |  |
| |                                                    |                  |                  |              |            |  |
| Улф Белия | Том Бенет                                          | 2                |                  | 5            | Жив        |  |
| Улф е от простолюдияето на Кралския Чертог. Той е копеле на Таргариените и таен полубрат на Крал Визерис и принц Деймон Таргариен. Улф е постоянен клиент в таверната в Кралския Чертог, където често се хвали, че е копеле на принц Белон Таргариен. След блокадата на столицата от Веларионската флотилия, простолюдието почва да гладува, а Зелените не успяват да помогнат на хората. Улф е недоволен, че благородниците пируват, докато малките хора нямат какво да ядат. Когато кралица Ренира от Черните праща вест, че търси Таргариенски копелета които да бъдат тайно изведени от столицата в кораб за Драконов Камък, Улф заедно с Хю са сред доброволците. Ренира изисква от копелетата да се опитат да опитомят драконите Вермитор и Среброкрила. След като почти всички копелета са убити от драконите, Улф успява да създаде връзка и опитоми Среброкрила и влиза в служба на Черните като техен ездач на дракон. |                                                    |                  |                  |              |            |  |
| |                                                    |                  |                  |              |            |  |
| Хю Чукът | Кийран Бю                                          | 2                |                  | 6            | Жив        |  |
| Хю е ковач и съпруг на Кет, с която имат дъщеря. Той е от простолюдияето на Кралския Чертог, както и тайно копеле на Таргариените, като майка му е Сера Таргариен, което го прави първи братовчед на крал Визерис, принц Деймон и принцеса Рейнис. След блокадата на столицата от Веларионската флотилия, простолюдието почва да гладува, а Зелените не успяват да помогнат на хората. Дъщерята на Хю е болна и гладува и евентуално умира. Когато кралица Ренира от Черните праща вест, че търси Таргариенски копелета които да бъдат тайно изведени от столицата в кораб за Драконов Камък, Хю заедно с Улф са сред доброволците, като за целта, ковача изоствавя жена си Кет в столицата. Ренира изисква от копелетата да се опитат да опитомят драконите Вермитор и Среброкрила. След като почти всички копелета са убити от драконите, Хю успява да създаде връзка и опитоми Вермитор и влиза в служба на Черните като техен ездач на дракон. |                                                    |                  |                  |              |            |  |
| |                                                    |                  |                  |              |            |  |
| Кет | Елора Торчия                                       | 2                |                  | 4            | Живa       |  |
| Кет е съпруга на Хю, с който имат дъщеря. Тя е от Тъмбълтън и е част от простолюдияето на Кралския Чертог. След блокадата на столицата от Веларионската флотилия, простолюдието почва да гладува, а Зелените не успяват да помогнат на хората. Дъщерята на Кет е болна и гладува и евентуално умира. Когато кралица Ренира от Черните праща вест, че търси Таргариенски копелета които да бъдат тайно изведени от столицата в кораб за Драконов Камък, съпруга и иска да е доброволец, но Кет е против. Хю решава да остави жена си в столицата, и заминава с другите копелета. |                                                    |                  |                  |              |            |  |
| |                                                    |                  |                  |              |            |  |
| Алис Реките | Гейл Ранкин                                        | 2                |                  | 5            | Жива       |  |
| Алис е лечителка служеща в Харънхъл. Тя е копеле от Речните земи, и е възможно да е дъщеря на лорд Лайонел Стронг. Алис има пророчески сили и някои хора я смятат за вещица. Тя не е майстер, но служи в същия капаците на кастелана - сър Саймън Стронг. Краля-съпруг Деймон Таргариен каца на Харънхъл и замъкът му е предаден без кръвопролитие. Алис започва да дава напитки от мистериозни билки на Деймон, с чиято помощ, заедно и с близостта до множеството Дървета на Сърцето, предизвиква халюцинации на принца. Тя предсказва, че Деймон ще умре в Харънхъл. Когато краля-съпруг изпитва затруднение с подчиняването на Речните лордове, Алис пътува до Речен Пад за да лекува стария лорд Тъли, но е намекното, че всъщност помага за смъртта му, за да може новия лорд Тъли, да помогне на Деймон. След като Деймон е променен от халюцинациите си, Алис го води до Дървото на живота на Харънхъл, където вижда пророчеството на Егон Завоевателя. Чрез пророческите си сили които има от Старите богове, Алис изглежда е свързана с други фигури с подобни сили - Хелена Таргариен и Триоката Врана от бъдещето. |                                                    |                  |                  |              |            |  |
| |                                                    |                  |                  |              |            |  |
| Саймън Стронг | Саймън Ръсел Бийл                                  | 2                |                  | 6            | Жив        |  |
| Сър Саймън е кастелан на Харънхъл, чичо на лорд Лайонел и прачичо на Харвин и Ларис Стронг. След като Лайонел и Харвин умират в пожар, а Ларис е в Малкия Съвет в Кралски Чертог, сър Саймън управлява Харънхъл. Той подозира, че пожара е предизвикан от Ларис, който също е изпразнил хазната на замъка. Когато краля-съпруг Деймон каца с дракона си в Харънхъл, Саймън предава замъка без кръвопролитие и се обявява за Черните и кралица Ренира. Той съветва Деймон и му помага, като призовава Речните лордове в Харънхъл за преговори. Когато подозира, че краля-съпруг може да се обърне срещу кралицата, сър Саймън призовава Ренира в Харънхъл, където кралицата и краля-съпруг най-накрая се сдобряват. |                                                    |                  |                  |              |            |  |
| |                                                    |                  |                  |              |            |  |
| Креган Старк | Том Тейлър                                         | 2                |                  | 1            | Жив        |  |
| Креган е син и наследник на лорд Рикон Старк от Зимен Хребет. След смъртта на лорд Рикон, Креган става новия лорд на Зимен Хребет и Пазител на Севера. Когато крал Визерис умира и Зелените короноват Егон II, Креган остава верен на клетвата на баща си, да подкрепи кралица Ренира която е истинската наследничка. Принц Джесерис Веларион лети върху дракона си до Зимен Хребет, за да подсигури подкрепата на Старките. Лордът и принцът пътуват заедно до Вала, където Креган казва, че трябва да остави голяма част от войската си в Севера, защото зимата иде, но обещава да изпрати „сивите бради“ - старите и опитни воини от Северните земи в подкрепа на кралица Ренира. Някое време по-късно, сивите бради на Севера навлизат в Речните Земи през Близнаците. |                                                    |                  |                  |              |            |  |
| |                                                    |                  |                  |              |            |  |
| Харолд Уестерлинг | Греъм Мактавиш                                     | 1                |                  | 9            | Неизвестен |  |
| Сър Харолд е рицар на служба в Кралската гвардия на крал Визерис. Той е изцяло лоялен на краля и на престолонаследничката му - принцеса Ренира. След смърта на Риам Редуайн, Харолд е избран за новия лорд командир на Кралската гвардия. След скандал между децата на кралица Алисант и тези на принцеса Ренира, рицарят защитава принцасата от бясната кралица която я напада с нож. Когато крал Визерис умира и Зелените плануват да короноват Егон II като новия крал, Ръката на краля - сър Ото командва Харолд да отиде в Драконов камък и убие принцеса Ренира, заради което рицарят хвърля белия си плащ и напуска Кралската гвардия. Сър Кристън Кол и избран за неговата позиция. След това, местонахождението на сър Харолд е неизвестно. |                                                    |                  |                  |              |            |  |
| |                                                    |                  |                  |              |            |  |
| |                                                    |                  |                  |              |            |  |
| Рейнис Таргариен „Кралицата която не бе“ | Ийв Бест                                           | 1, 2             |                  | 11           | Мъртва     |  |
| Принцеса Рейнис е братовчедка на крал Визерис, съпруга на лорд Корлис и майка на Лейнор и Лейна Веларион. Рейнис е ездач на дракона Мелийс, и е внучка на стария крал Джехерис Таргариен, като и първа братовчедка на Визерис и Деймон Таргариен. След смъртта на стария крал, по време на Великия съвет на Харънхъл, тя е основния опонент на Визерис в избора за следващ крал на Седемте кралства, но губи защото Железния трон се предава по мъжка линия. Така Рейнис получава прякора „Кралицата която не бе“. След смъртта на кралица Ема Арин, Рейнис и лорд Корлис предлат тяхната малка дъщеря като нова съпруга на краля, но Визерис отказва. Рейнис е близка с официалната престолонаследничка на краля - принцеса Ренира Таргариен. Тя заедно с Корлис и Визерис, организират брака на принцеса Ренира с техния син и наследник на Дрифтмарк - Лейнор Веларион, както и брака на дъщяря им Лейна със принц Деймон. От Лейна и Деймон, Рейнис има две внучки - Бела и Рена, а от Лейнор и Ренира има три внуци - Джесерис, Лусерис и Джофри Веларион. Но понеже Лейнор е гей, децата на Ренира всъщност са заченати от любовника на Ренира - сър Харвин Стронг, което е обществена тайна. Години по-късно, Лейна умира по време на раждане, а Лейнор инсценира смъртта си и напуска континента. Рейнис е съкрушена от смъртта на децата си. По време на битка с пирати, Корлис е тежко ранен, и докато е в критично състояние, брат му Вемонд се опитва да се обяви за законния наследник на Дрифтмарк, но е убит от Деймон, след като нарича децата на Ренира - копелета. След смъртта на крал Визерис, Зелените короноват Егон II, а Рейнис е държана като пленница в Кралсия Чертог, но успява да избяга с дракона си и Корлис и Рейнис се присъединяват към Черните, и короноват Ренира за кралица. Малко след коронацията, по време на дипломатическа мисия за събиране на съюзници, наследника на Корлис - Лусерис Веларион е убит от принц Емонд Таргариен. Рейнис настоява дъщерите на Лейна да бъдат обявени за новите наследница на Дрифтмарк, но Корлис не е склонен. В Черния съвет, Тя подкрепя кралица Ренира, когато тя търси по-мирни начини за разрешаване на конфликта със Зелените, и отказва да подкрепи Деймон, който е склонен по скоро да напада Кралския Чертог с дракона си. Докато посещава съпруга си в Дрифтмарк, Рейнис вижда Алин от Корпуса и веднага разбира, че той е копеле на Корлис. Макар да е наранена от това, тя настоява Корлис да признае публично копелетата си. Когато сър Кристън започва да избива знаменосците на Ренира, кралицата изпраща Рейнис заедно с Мелийс за да спре рицаря. Когато Рейнис пристига на бойното поле яздейки дракона си, тя е нападната от Егон II и неговия дракон Слънчев Огън, но успява да ги пребори. Обаче скоро към танца на драконите се присъединява и Емонд върху по-големия дракон Вегар, и Мелийс е убита във въздуха, а Рейнис пада към своята смърт. |                                                    |                  |                  |              |            |  |
| |                                                    |                  |                  |              |            |  |
| Визерис I Таргариен | Пади Консидайн                                     | 1                | 2                | 11           | Мъртъв     |  |
| Визерис е кралят на Седемте кралства, съпруг на Ема Арин и баща на Ренира Таргариен. Визерис наследява Железния трон след смъртта на дядо му - крал Джехерис Таргариен, понеже родителите му Белон и Алиса Таргариен са починали преди краля, той също така е последния ездач на дракона Балерион, преди смъртта му от старост. След няколко неуспешни опита с Ема да създадат нов мъжки престолонаследни, кралицата забременява пак. Появяват се усложнения в раждането и Визерис решава да пожертва живота на жена си, за да спаси живота на наследника, но и бебето умира скоро след майка си. Когато Деймон който е временен наследник се подиграва с трагедията по време на пиянство, Визерис решава да промени правилата за наследяване на трона, които досега са били само по мъжка линия, и посочва дъщеря си Ренира като новия престолонаследник. Той споделя с нея и пророчествения сън на Егон Завоевателя, който се предава от родител към наследник, за Дългата нощ която ще дойде в бъдещето, и че Таргариените трябва да спасят човечеството от заплахата която ще идва отвъд Вала. Скоро след това, кралят почва да страда от болест от която му се появяват малки рани, които трябва да бъдат обгаряни за да се спре разпространяването. След като е притиснат по политически причини да се жени повторно, Визерис избира за жена дъщерята на своята Ръка - Алисант Хайтауър, която също е и най-добра приятелка на Ренира, което създава раздор между двете жени. Кралят често се сблъсква с неподчиняващия се на очакванията Деймон, както и с дъщеря си, която се чувства застрашена след като Алисант ражда през годините 3 сина и една дъщеря на краля - Егон, Емонд, Дерон и Хелена Таргариен. Понеже се бои от това Ренира да започне връзка с Демон, Визерис урежда брак на дъщеря си с наследника на Дрифтмарк - Лейнор Веларион. През годините се раждат внуците на Визерис от тейния брак, Джесерис, Лусерис и Джофри Веларион, като кралят не подозира, че децата всъщност не са на Лейнор, а от Харвин Стронг - сина на неговия нов ръка лорд Лайонел. След инцидент между децата на Алисант и тези на Ренира, кралят започва да не може да контролира семейството си, и когато Ренира и Деймон се оказват вдовци, те се женят без съгласието на Визерис. Чрез тези години здравето на краля се влошава, раните му порастват и Визерис губи око и няколко пръста. Кралят събира всички членове на семейството си за да ги сдобри и за момент успява, но в негово отсъствие двата фактора на Таргариените - Зелените, които са Алисант, нейните деца и Хайтауърите и Черните, които са Ренира, Деймон и техните деца отново стават враждебни. Докато Ренира и Деймон са в Драконов камък, Визерис умира в леглото си, като преди това бълнува за пророчеството на Егон Завоевателя, което кара Алисант да помисли че краля иска техния син Егон да наследява трона. След смъртта на краля Егон II и Ренира поотделно се обявяват за законни престолонаследници, и започва гражданската война известна като Танца на драконите. По време на войната, след раздор между Ренира и Деймон, братът на бившия крал отсяда в Харънхъл. Там Деймон получава видения с Визерис, и се окайва от сблъсъците с брат си най-накрая се отказва от собствените си амбиции, и решава изцяло да подкрепи и защити правата на първородната дъщеря на Визерис. |                                                    |                  |                  |              |            |  |

## Гостуващи герои

### Дом Таргариен
| |                                                   |      |   |          |  |  |
| Егон Таргариен | Джейк и Рори Хърд (сезон 1) Гръф и Джуд (сезон 2) | 1, 2 | 5 | Жив      |  |  |
| Принц Егон, наречен още Егон По-младия, е син на принцеса Ренира и принц Деймон, както и брат на малкия Визерис, и полубрат на Джесерис, Лусерис, Джофри, Бела и Рена Таргариен. Той е роден от втория брак на Ренира, и третия брак на Деймон, и е свързан с малкия дракон Бурен Облак. Чичо му, Егон II узурпира трона от Ренира, което довежда до смъртта на принц Лусерис. Кралица Ренира решава да изпрати Егон и Визерис в Пентос, заедно с полусестра им Рена. По пътя за кораба с войници на Арините, Рена изоставя братята си за да търси див дракон. |                                                   |      |   |          |  |  |
| |                                                   |      |   |          |  |  |
| Визерис Таргариен | Различни                                          | 1, 2 | 4 | Жив      |  |  |
| Принц Визерис е син на принцеса Ренира и принц Деймон, както и брат на Егон По-младия, и полубрат на Джесерис, Лусерис, Джофри, Бела и Рена Таргариен. Той е роден от втория брак на Ренира, и третия брак на Деймон. Чичо му, Егон II узурпира трона от Ренира, което довежда до смъртта на принц Лусерис. Кралица Ренира решава да изпрати Егон и Визерис в Пентос, заедно с полусестра им Рена. По пътя за кораба с войници на Арините, Рена изоставя братята си за да търси див дракон.                                                                    |                                                   |      |   |          |  |  |
| |                                                   |      |   |          |  |  |
| Джехера Таргариен | Лулу Баркър                                       | 1, 2 | 3 | Жива     |  |  |
| Принцеса Джехера и дъщеря на Егон II и Хелена Таргариен, както и близначка на принц Джехерис. Когато чичо и Емонд убива принц Лусерис, Деймон Таргариен изпраща наемни убийци в Червената цитадела, които убиват брат и Джехерис пред Хелена и Джехера. |                                                   |      |   |          |  |  |
| |                                                   |      |   |          |  |  |
| Дерон Таргариен | Статист                                           | 2    | 1 | Жив      |  |  |
| Принц Дерон е син на крал Визерис и кралица Алисат, както и брат на Егон II, Емонд и Хелена, и полубрат на принцеса Ренира. Дерон е ездач на дракона Тесарион. Той е изпратен да живее с Хайтауърите в Стария град. След коронаването на Егон II, и началото на гражданската война, Дерон тръгва с Тесарион и Ормунд Хайтауър към Речните земи, за да се включи във войната. |                                                   |      |   |          |  |  |
| |                                                   |      |   |          |  |  |
| Бриндън Реките / Триоката Врана | Джошуа Бен-Товим                                  | 2    | 1 | Нероден  |  |  |
| Бриндън е бъдещ правнук на Деймон и Ренира Таргариен. В бъдещето, той се превръща в Триоката Врана, което му позволява да види миналото. Докато сър Алфред Брум е пред Дървото на Сърцето в Харънхъл, Бриндън през вековете го нарича предател. Когато Деймон получава пророчески видения за съня Егон Завоевателя, кралят-съпруг вижда своя бъдещ правнук във виденията си. |                                                   |      |   |          |  |  |
| |                                                   |      |   |          |  |  |
| Денерис Таргариен | Имоджен Руби Лидъл                                | 2    | 1 | Неродена |  |  |
| Денерис Таргариен е бъдеща потомка на Деймон и Ренира Таргариен. Чрез Дървото на сърцето в Харънхъл, Деймон вижда Денерис в бъдещето и ролята която тя трябва да играе, за да спре заплахата от пророчеството на Егон Завоевателя. |                                                   |      |   |          |  |  |
| |                                                   |      |   |          |  |  |
| Джехерис Таргариен | Джуд Рок                                          | 1, 2 | 4 | Мъртъв   |  |  |
| Принц Джехерис е син на Егон II и Хелена Таргариен, както и близнак на принцеса Джехера. Той е наследник на крал Егон II. Когато чичо му Емонд убива принц Лусерис, Деймон Таргариен изпраща наемните убийци - Кръв и Сирене в Червената цитадела, които отрязват главата на принца. |                                                   |      |   |          |  |  |
| |                                                   |      |   |          |  |  |
| Алиса Таргариен | Емелин Ламбърт                                    | 2    | 1 | Мъртва   |  |  |
| Принцеса Алиса е дъщера на Стария крал Джехерис I, съпруга на принц Белон и майка на Визерис и Деймон Таргариен. Тя е била ездач на дракона Мелийс, и умряла при раждането на принц Деймон. Години по-късно, докато е в Харънхъл, Деймон има сексуален сън с майка си. |                                                   |      |   |          |  |  |
| |                                                   |      |   |          |  |  |
| Джехерис I Таргариен | Майкъл Картър                                     | 1    | 1 | Мъртъв   |  |  |
| Джехерис I, известен още като Стария Крал, е съпруг на кралица Алисан и дядо на Визерис, Деймон и Рейнис Таргариен. Той е бил ездач на дракона Вермитор и управлявал дълго и мирно Седемте Кралства. Понеже има много деца и внуци, и всичките му деца умират преди него, Джехерис I привиква Великия съвет на Харънхъл за да се определи официалния престолонаследник. Визерис и Рейнис са били главните кандидати, като накрая е избран Визерис Таргариен.                                                                                                   |                                                   |      |   |          |  |  |

### Дом Хайтауър
| |              |   |   |        |  |  |
| Ормунд Хайтауър |              | 3 | 0 | Жив    |  |  |
| Ормунд е си на лорд Хобарт и първи братовчед на Гуейн и Алисант Хайтауър. След смъртта на баща му, Ормунд става новия лорд на Стария Град. Когато започва гражданската война на Таргариените, Ормунд марширува заедно с принц Дерон Таргариен за да се вклюва в битките.                        |              |   |   |        |  |  |
| |              |   |   |        |  |  |
| Хобарт Хайтауър | Стефан Родри | 1 | 3 | Мъртъв |  |  |
| Лорд Хобарт е баща на Ормунд, брат на сър Ото и чичо на Гуейн и Алисант Хайтауър. Той е лорд на Стария Град. След брака на Алисант с крал Визерис, Хобарт притиска брат си, за да убеди краля да посочи Егон II за нов престолонаследник. По-късно Хобарт умира и е наследен от сина си Ормунд. |              |   |   |        |  |  |

### Дом Веларион
| |                                                                                       |      |   |            |  |  |
| Джофри Веларион | Оскар Ескинази                                                                        | 1, 2 | 6 | Жив        |  |  |
| Принц Джофри е брат на Джесерис и Лусиерис Веларион, както и полубрат на Егон и Визерис Таргариен. Той е син на Ренира, като официалния му баща е сър Лейнор, а биологичния му баща е сър Харвин Стронг, като това е обществена тайна. Той е свързан с дракона Тираксис. Когато крал Визерис умира, и Егон II узурпира трона, Лусерис върху Аракс е изпратен на дипломатическа мисия, да осигури съюз с Баратеоните от Бурните земи, където е убит от Емонд Таргариен. След смъртта на брат си, Джофри става новия наследник на Дрифтмарк. След опит за убийство над кралица Ренира, тя решава да изпрати малките си деца. Егон и Визерис са планувани да бъдат изпратни в Пентос, а Джофри, заедно с дракона си е изпратен в Орлово Гнездо при лейди Джейни Арин. |                                                                                       |      |   |            |  |  |
| |                                                                                       |      |   |            |  |  |
| Лейнор Веларион | Джон Макмилън Тео Нейт (като млад) Матю Карвър (като дете)                            | 1    | 5 | Неизвестен |  |  |
| Сър Лейнор е син на лорд Корлис и принцеса Рейнис, както и по-голям брат на Лейна Веларион. Той е наследника на Дрифтмарк, и ездач на дракона Морски Дим. Лейнор е таен гей, и любовникът му е сър Джофри Лонмаут. Лорд Корлис урежда брак на сина си с принцеса Ренира, а той се договаря с нея, всеки да си има негов таен любовник. По време на сватбата им, сър Джофри е убит от сър Кристън Кол. През годините, Ренира ражда три момчета - Джесерис, Лусерис и Джофри Веларион. Лейнор е официален баща на децата, а биологичния им баща е любовника на Ренира - сър Харвин Стронг. Когато Деймон и Ренира плануват съюз между тях, Лейнор който без това иска да напусне Седемте кралства, трябва да бъде отстранен. Лейнор инсценира скандал с новия си любовник - сър Карл Кори, и по-късно е открит изгорял труп приличащ на наследника на Дрифтмарк. Инсценирал смъртта си, Лейнор бяга с Карл за Есос, а Морски Дим е изоставен в Дрифтмарк.                                                  |                                                                                       |      |   |            |  |  |
| |                                                                                       |      |   |            |  |  |
| Карл Кори | Арти Фрушан                                                                           | 1    | 2 | Неизвестен |  |  |
| Сър Карл Кори е ветеран от войната с Триархията и любовник на Лейнор Веларион. Когато Деймон и Ренира искат да се женят, но принцесата вече е в брак с Лейнор, Деймон предлага сдекла на Карл. Любовниците инсценира скандал пред свидетели, и по-късно служители в Дрифтмарк откриват изгорен труп който прилича на Лейнор, като сър Карл е набеден за убийството. Незнайно за останалите, Карл и Лейнор бягат за Есос, където плануват да живеят заедно. Съдбата на двамата след това е неясна. |                                                                                       |      |   |            |  |  |
| |                                                                                       |      |   |            |  |  |
| Лейна Веларион | Нана Блондел Савана Стейн (като млада, сезон 1) Нова Фуелис Мосе (като дете, сезон 1) | 1, 2 | 6 | Мъртва     |  |  |
| Лейди Лейна е дъщера на лорд Корлис и принцеса Рейнис, както и по-малка сестра на Лейнор Веларион. Тя е ездач на най-големия дракон, Вегар. След смъртта на кралица Ема Арин, Веларионите предлагат Лейна за нова съпруга на крал Визерис, но той отказва защото тя е твърде малка. Години по-късно, Лейна и принц Деймон се женят, съюз от който имат две дъщери - Бела и Рена Таргариен. Те живеят заедно в Пентос, където Лейна забременява за трети път. Когато раждането се обърква, и Лейна осъзнава, че ще умре бавно заедно с бебето, тя кара дракона Вегар да я изгори жива. Години по-късно, докато Деймон е в Харънхъл, той почва да халюцинира Лейна. |                                                                                       |      |   |            |  |  |
| |                                                                                       |      |   |            |  |  |
| Вемонд Веларион | Уил Джонсън                                                                           | 1    | 4 | Мъртъв     |  |  |
| Сър Вемонд е по-малък брат на лорд Корлис, и чичо на Лейнор и Лейна Веларион. Той участва във войната с Триархията заедно с брат си и Деймон Таргариеон. Когато наследника на Дрифтмарк, Лейнор се жени с принцеса Ренира, Вемонд вижда че децата от съюза не приличат и не са на Лейнор. След като Лейнор умира, и лорд Корлис е ранен по време на битка, Вемонд отива на петиция пред Железния трон за да получи Дрифтмарк, понеже Лусерис Веларион - официалния наследник не носи Веларионска кръв. Когато открита нарича децата на Ренира копелета, Деймон Таргариен обезглавява Вемонд. |                                                                                       |      |   |            |  |  |
| |                                                                                       |      |   |            |  |  |
| Лусерис Веларион | Елиът Грихолт Харви Садлър (като дете)                                                | 1    | 4 | Мъртъв     |  |  |
| Принц Лусерис е брат на Джесерис и Джофри Веларион, както и полубрат на Егон и Визерис Таргариен. Той е син на Ренира, като официалния му баща е сър Лейнор, а биологичния му баща е сър Харвин Стронг, като това е обществена тайна. Той е ездач на дракона Аракс. Като деца, Лусерис и Джесерис се сбиват с малкия им вуйчо - принц Емонд Таргариен, който ги нарича копелета, за което Лусерис избожда едното му око. След смъртта на Лейнор, дядо му Корлис посочва Лусерис като официалния наследник на Дрифтмарк. Принца е сгоден за братовчедка си Рена Таргариен. Когато крал Визерис умира, и Егон II узурпира трона, Лусерис върху Аракс е изпратен на дипломатическа мисия, да осигури съюз с Баратеоните от Бурните земи. Лорд Борос Баратеон отказва съюза, тъй като вече чрез годеж се е съюзил с принц Емонд Таргариен от Зелените. След напускане на Бурен Край, принца е подгонен от Емонд върху най-големия дракон Вегар и накрая Лусерис и Аракс са убити от големия дракон на Емонд. |                                                                                       |      |   |            |  |  |
| |                                                                                       |      |   |            |  |  |
| Джофри Лонмаут | Соли Маклеод                                                                          | 1    | 2 | Мъртъв     |  |  |
| Сър Джофри, известен като Рицаря на Целувките, е любовник на сър Лейнор Веларион. Когато наследника на Дрифтмарк се жени с принцеса Ренира, Джофри се опитва да се сприятели с бившия любовник на Ренира - сър Кристън Кол, но Кристън е бесен след раздялата, и пребива Джофри до смърт по време на церемонията. Лейнор кръщава най-малкия си син на сър Джофри. |                                                                                       |      |   |            |  |  |

### Дом Стронг
| |               |   |   |        |  |  |
| Гермунд Стронг | Пол Валънтайн | 2 | 4 | Жив    |  |  |
| Гермунд е внук на сър Саймън Стронг, и братовчед на Пакстър, Харвин и Ларис Стронг. Когато краля-съпруг Деймон Таргариен каца в Харънхъл с дракона си, Гермунд заедно с дядо си, предава замъка без кръвопролитие. |               |   |   |        |  |  |
| |               |   |   |        |  |  |
| Пакстър Стронг | Греми Макнайт | 2 | 4 | Жив    |  |  |
| Пакстър е внук на сър Саймън Стронг, и братовчед на Гермунд, Харвин и Ларис Стронг. Когато краля-съпруг Деймон Таргариен каца в Харънхъл с дракона си, Пакстър заедно с дядо си, предава замъка без кръвопролитие. |               |   |   |        |  |  |
| |               |   |   |        |  |  |
| Лайонел Стронг | Гавин Споукс  | 1 | 6 | Мъртъв |  |  |
| Лайонел е лорд на Харънхъл, баща на Харвин и Ларис и може би и на Алис Реките, както и племенник на сър Саймън Стронг. Той е член на Малкия Съвет на крал Визерис като Господар на Законите. След като сър Ото Хайтауър е уволнен, лорд Лайонел става новата Ръка на краля. Когато Харвин става таен любовник на принцеса Ренира, Лайонел си затваря очите, и от аферата се раждат Джесерис, Лусерис и Джофри Веларион, които тайно са внуци на Ръката. Когато слуховете за бащинството на децата се разпространяват, Лайонел взима Харвин и се връщат в Харънхъл. Агентите на Ларис, запалват покоите на Лайонел докато той спи, и така Ръката, заедно със Харвин умират в пожара. |               |   |   |        |  |  |
| |               |   |   |        |  |  |
| Харвин Стронг | Раян Кор      | 1 | 4 | Мъртъв |  |  |
| Сър Харвин, известен с прякора „Счупикости“ е син на Лорд Лайонел Стронг и наследник на Харънхъл. Той също е и брат на Ларис Стронг и праплеменник на сър Саймън. Харвин става любовник на принцеса Ренира след брака и с Лейнор Веларион, и е таен баща на нейните деца - Джесерис, Лусерис и Джофри Веларион. Когато слуховете за бащинството на децата се разпространяват, Лайонел взима Харвин и се връщат в Харънхъл. Агентите на Ларис, запалват покоите на Лайонел докато той спи, и Харвин умира заеднос баща си опитвайки се да го спаси. |               |   |   |        |  |  |

### Дом Арин
| |                |      |   |        |  |  |
| Джейни Арин | Аманда Колин   | 2    | 3 | Жива   |  |  |
| Джейни е лейди на Орлово Гнездо и Долината на Арин, и братовчедка на Ренира Таргариен. Когато започва гражданската война на Таргариените, сина на кралицата - принц Джесерис каца в Орлово Гнездо, и обещава дракон защитник за нейния замък, ако тя подкрепи майка му. След като Джейни обещава подкрепа, Ренира праща трите си най-малки деца в Долината заедно с Рена Таргариен. Рена оставя принц Джофри с малкия дракон Тираксис при Джейни, но тя не е доволна, тъй като дракона все още е бебе. |                |      |   |        |  |  |
| |                |      |   |        |  |  |
| Ема Арин | Сиян Брук      | 1, 2 | 2 | Мъртва |  |  |
| Кралица Ема Арин е съпруга на крал Визерис, майка на принцеса Ренира и братовчедка на лейди Джейни Арин. След Ренира, Ема забременява няколко пъти, но всеки пък губи бебетата преди раждане. Когато при последната и бременност се появяват усложнение, краля решава да спаси бебето, и се извършва фатално цезарово сечение на кралицата, но бебето също умира малко след майка си. Докато е в Харънхъл, принц Деймон халюцинира кралица Ема.                                                        |                |      |   |        |  |  |
| |                |      |   |        |  |  |
| Рея Ройс | Рейчъл Редфорд | 1    | 1 | Мъртва |  |  |
| Лейди Рея е наследница на Рунен Камък и съпруга на принц Деймон Таргариен. Макар да са женени, двамата никога не консумират брака си, понеже Деймон не харесва и не уважава Долината на Арин и Ройсовете. Когато Деймон решава да се опита да се жени за принцеса Ренира, той тайно посещава Долината, и открива Рея по време на лов. След конфронтация между съпрузите, Деймон убива Рея, като инсценира инцидент по време на лов.                                                                    |                |      |   |        |  |  |

### Дом Баратеон
| |                     |   |   |        |  |  |
| Борос Баратеон | Роджър Еванс        | 1 | 2 | Жив    |  |  |
| Борос Баратеон е син на лорд Боремунд и наследник на Бурен Край и Бурните земи. Той заедно с баща си участва в турнира за наследника на краля, където са победени от сър Кристън Кол. След смъртта на баща си, Борос става лорда на Бурните земи. Когато Егон II узурпира Железния Трон, Черните изпращат принц Лусерис Веларион върху Аракс за преговори с лорд Борос, а Зелените изпращат принц Емонд върху Вегар. Борос обещава подкрепата си на Зелените, след като Емонд се сгодява за негова дъщеря. Когато Емонд иска да нарани Лусерис, Борос не му позволява да го извърши в неговия замък, но го оставя да прави каквото си иска, след като напуснат Бурен Край. |                     |   |   |        |  |  |
| |                     |   |   |        |  |  |
| Боремунд Баратеон | Джулиън Люис Джоунс | 1 | 2 | Мъртъв |  |  |
| Боремунд е лорд на Бурен Край и Бурните земи. Той е баща на Борос и братовчед на принцеса Рейнис Таргариен. Той заедно със сина си участва в турнира за наследника на краля, където са победени от сър Кристън Кол. Лорд Боремунд също организира среща на принцеса Ренира с потенциални кандидати за ръката и. Когато лорд Боремунд умира, той е наследен от сина си Борос Баратеон. |                     |   |   |        |  |  |

### Дом Ланистър
| |               |   |   |     |  |  |
| Хъмфри Лефорд | Даниел Фадърс | 2 | 2 | Жив |  |  |
| Хъмфри е лорд на Дома Лефорд, знаменосец на Ланистърите и лорд на Златния Зъб. Когато лорд Джейсън Ланистър подготвя армията с в подкрепа на Зелените, лорд Хъмфри се присъединява с хората и маршируват заедно за Речните земи. |               |   |   |     |  |  |

### Дом Старк
| Име | Актьор         | Сезон | Брой епизоди | Статус |  |
| --- | -------------- | ----- | ------------ | ------ |  |
| |                |       |              |        |  |
| Рикон Старк | Дейвид Хонслоу | 1     | 1            | Мъртъв |  |
| Рикон Старк е лорд на Зимен Хребет и Севера, както и баща на Креган. Когато крал Визерис обявя принцеса Ренира като официална престолонаследница, лорд Рикос се врича във вярност към принцесата. След смъртта на Рикон, Креган Старк става лорд на Зимен Хребет и Севера. |                |       |              |        |  |

### Дом Тъли
| |                                                          |      |   |        |  |  |
| Оскар Тъли | Арчи Барнс                                               | 2    | 2 | Жив    |  |  |
| Оскар е наследник на Речен Пад и Речните земи и внук на лорд Гровър Тъли. Той е призован в Харънхъл от краля-съпруг Деймон Таргариен, в опит за съюз на Черните с Тълитата, но Оскар не може да помогне, тъй като болния му дядо е още лордът. След смъртта на лорд Гровър, Оскар става лорд на Речните Земи и отново се връща в Харънхъл. През това време, Деймон, използвайки подмолни стратегии с лорд Уилем Блекууд е направил Речните лордове свои врагове. Оскар обещава подкрепата на Тълитата и знаменосците им към Черните, но първо кара Деймон да екзекутира лорд Уилем Блекууд. |                                                          |      |   |        |  |  |
| |                                                          |      |   |        |  |  |
| Амос Бракен | Тим Фарадей                                              | 2    | 2 | Жив    |  |  |
| Амос е лорд на Камене Плет и знаменосец на Тълитата. Домът Бракен и домът Блекууд имат дългогодишна вражда помежду си. Когато Блекууд се обявяват за Черните, Бракените се обявяват за Зелените. Краля-съпруг Деймон Таргариен каца в Речните земи за да покори Речните лордове, но Амос отказва да го подкрепи, заради близостта му с лорд Уилем Блекууд, който вече е убил негов брат в миналото. Деймон изпраща Уилем за да отвлече жените и децата на Бракените, в резултат умират доста невинни. Бракените се предават на Блекуудите. Когато младия лорд Оскар Тъли призовава знаменосците си в Харънхъл в подкрепа на Черните, той кара Деймон да екзекутира Уилем Блекууд, след което освобождава Амос и семейството му. |                                                          |      |   |        |  |  |
| |                                                          |      |   |        |  |  |
| Петир Пайпър | Антонио Магро                                            | 2    | 3 | Жив    |  |  |
| Петир е лорд на Пайпърите от Розовата Девица и знаменосец на Тълитата. Когато краля-съпруг Деймон каца в Харънхъл, Петир отказва да го подкрепи, заради подмолните действия на Деймон заедно с Уилем Блекууд срещу Бракените. След като лорд Оскар Тъли призовава знаменосците си, и кара Деймон да екзекутира Уилем, Петир заедно с Тълитата се обявява в подкрепа на Черните. |                                                          |      |   |        |  |  |
| |                                                          |      |   |        |  |  |
| Уилем Блекууд | Джак Пари-Джоунс (сезон 2) Алфи Тод (като дете, сезон 1) | 1, 2 | 4 | Мъртъв |  |  |
| Уилем е рицар на Блекуудите от Гарванско Дърво и знаменосец на Тълитата. Блекуудите и Бракените имат дългогодишна вражда помежду си. Домът Бракен и домът Блекууд имат дългогодишна вражда помежду си. Той е лорд-регент на племенника си - Бенджикот Блекууд. Когато Ренира търси кандидати за ръката си, малкия Уилем е сред кандидатите, но след като Бракен му се подиграва, той го убива пред очите на принцесата. Години по-късно, Блекууд се обявяват за Черните, Бракените се обявяват за Зелените. След като кралят-съпруг на Ренира - Деймон Таргариен каца в Харънхъл за да търси подкрепата на Речните лордове, сър Уилем предлага услугите си. Чрез насоките на Деймон, Уилем отвлича жените и децата на Бракените, и така взима лорд Амос Бракен за заложник. След като лорд Оскар Тъли пристига в Харънхъл, за да подкрепи Черните, той кара Деймон да освободи Бракените, и да отреже главата на сър Уилем. |                                                          |      |   |        |  |  |

### Придворни
| |                 |      |    |            |  |  |
| Джаспър Уайлд | Пол Кенеди      | 1, 2 | 11 | Жив        |  |  |
| Лорд Джаспър, известен като Железния жезъл, е глава на Дома Уайлд и член на Малкия съвет на крал Визерис като Господар на Законите. След смъртта на краля, Джаспър служи в същия пост и за Егон II като поддръжник на Зелените. |                 |      |    |            |  |  |
| |                 |      |    |            |  |  |
| Рикард Торн | Винсент Риган   | 2    | 6  | Жив        |  |  |
| Сър Рикард е член на Кралската Гвардия на Егон II, и е от Дома Торн. След като сър Кристън става Ръка на Краля, Рикард е назначен за личен бодигард на кралица Алисант. Когато простолюдието напада кралското семейство, сър Рикард успешно спася Алисант и кралица Хелена. |                 |      |    |            |  |  |
| |                 |      |    |            |  |  |
| Мартин Рейн | Барни Фишуик    | 2    | 7  | Жив        |  |  |
| Сър Мартин е приятел и ласкател на Егон II, и е рицар от Дома Рейн. Кралят го назначава в Кралската Гвардия, и скоро след това, по време на размирици на простолюдието, Мартин се плаши и напада хората, заради което тълпата напада кралското семейство. Заради некопмпетентността си сър Мартин и сър Едард са уволнени от гвардията и изпратени на Вала. |                 |      |    |            |  |  |
| |                 |      |    |            |  |  |
| Едард Водите | Ток Стивън      | 2    | 7  | Жив        |  |  |
| Сър Едард е приятел и ласкател на Егон II, и е копеле от Коронованите Земи. Кралят го назначава в Кралската гвардия, и скоро след това, по време на размирици на простолюдието, Едард се плаши и напада хората, заради което тълпата напада кралското семейство. Заради некопмпетентността си сър Едард и сър Мартин са уволнени от гвардията и изпратени на Вала. |                 |      |    |            |  |  |
| |                 |      |    |            |  |  |
| Aрик Каргил | Елиът Титенсор  | 1, 2 | 8  | Мъртъв     |  |  |
| Сър Aрик е член на Кралската гвардия на крал Визерис Таргариен. Той е брат близнак на сър Eрик, който също служи в гвардията. След смъртта на краля, рицарите близнаци са изпратени да дирят Егон II, който се е скрил. Ерик е отвратен, когато научава, че копеле на краля е изоставен и се бие с други деца в двубой със залози. Той решава да подкрепи Ренира и открадва короната на Визерис за да занесе на престолонаследничката и освобождава принцеса Рейнис, която е държана в плен. Ерик започва да служи в гвардията на Ренира, докато Арик служи в тази на Егон II. Лорд командир Кристън Кол изпраща Арик на самоубийствена мисия, да се промъкне в Драконов Камък преструвайки се на брат си, и да убие Ренира. Когато Мисария забелязва сър Арик, който се промъква в Драконов Камък преструвайки се на брат си, тя предипреждава Ерик. Рицарят се опитва да убие Ренира, но по време на дуел, Ерик успява да победи и убие Арик. Неспособен да понесе братоубийството, Ерик пада на собствение си меч и се самоубива. Братята са погребани заедно в Драконов Камък. |                 |      |    |            |  |  |
| |                 |      |    |            |  |  |
| Леон Естермонт | Ралф Дейвис     | 2    | 6  | Мъртъв     |  |  |
| Сър Леон е приятелн и ласкател на Егон II, и е рицар от Дома Естермонт. Кралят го назначава в Кралската Гвардия, и скоро след това, по време на размирици на простолюдието, Леон се плаши и отрязва ръката на невинен човек, за което е линчуван от тълпата. |                 |      |    |            |  |  |
| На Ренира Таргариен |                 |      |    |            |  |  |
| |                 |      |    |            |  |  |
| Майстер Жерардис | Фил Даниелс     | 1, 2 | 11 | Жив        |  |  |
| Жерардис е майстер от Цитаделата, на служба в Драконов Камък. Той помага на Ренира по време на неуспешното раждане на дъщерия и. Когато започва Танца на Драконите, Жерардис служи на и съветва кралица Ренира и е член на Черния Съвет. |                 |      |    |            |  |  |
| |                 |      |    |            |  |  |
| Бартимос Селтигар | Никълас Джоунс  | 1, 2 | 8  | Жив        |  |  |
| Бартимос е лорд на Нокътя и и глава на Дома Селтигар, който също като Таргариените и Веларионите, проследява рода си до древната Валирия. Когато започва Танца на Драконите, Селтигарите се обявяват за Ренира, и лорд Бартимос става член на Черния Съвет на кралицата. Той често противоречи на кралицата, като настоява за по-агресивни мерки във войната. |                 |      |    |            |  |  |
| |                 |      |    |            |  |  |
| Лорент Марбранд | Макс Вротесли   | 1, 2 | 10 | Жив        |  |  |
| Сър Лорент е член на Кралската Гвардия на крал Визерис Таргариен. След смърта на краля, Стефон служи в Кралическата Гвардия на Ренира. Лорент присъства по време на дуела на братята Каргил, но не успява да различи кой е Ерик, и кой е Арик. |                 |      |    |            |  |  |
| |                 |      |    |            |  |  |
| Елинда Маси | Джордан Стивънс | 1, 2 | 7  | Жива       |  |  |
| Елинда е придворна дама на принцеса Ренира, и дъщеря на лорд Гормон Маси. Тя се мести заедно с Ренира в Драконов Камък, и там и помага по време на неуспешното раждане на бебето и. Тя продължава да служи на Ренира след като тя става кралица, и когато лейди Мисария влиза в услугите на кралицата, Елинда става една от нейните шпиони. Тя е изпратена в Кралския Чертог като агент на Мисария, за да слуша за и разпространява слухове подкрепящи нейната кауза. Елинда набира Таргариенските копелета които са необходими на Ренира в търсенето на нови ездачи. |                 |      |    |            |  |  |
| |                 |      |    |            |  |  |
| Гормон Маси | Джеймс Дрейфус  | 2    | 6  | Жив        |  |  |
| Гормон е лорд на Каменен Танц и и глава на Дома Маси. Той също е и баща на Елинда Маси. Когато започва Танца на Драконите, Маси се обявяват за Ренира, и лорд Гормон става член на Черния Съвет на кралицата. |                 |      |    |            |  |  |
| |                 |      |    |            |  |  |
| Алфред Брум | Джейми Кена     | 2    | 6  | Жив        |  |  |
| Сър Алфред е рицар на служба в Драконов Камък и член на Черния Съвет на кралица Ренира. Той често подценява кралицата, понеже не смята, че жена може да е командир по време на война. Той е изпратен от Ренира в Харънхъл, където трябва да убеди краля-съпруг Деймон, да се върне при кралицата. Вместо това, Алфред предлага подкрепата си на Деймон, ако той реши да вземе короната, и докато са пред Дървото на Сърцето в Харънхъл, Алфред чува шепот който го нарича предател. |                 |      |    |            |  |  |
| |                 |      |    |            |  |  |
| Саймън Стонтън | Майкъл Елвин    | 1, 2 | 5  | Неизвестен |  |  |
| Саймън и лорд на Гарванов Покой и глава на Дома Стонтън. Когато започва Танца на Драконите, Стонтъните се обявяват за Ренира, и лорд Саймън става член на Черния Съвет на кралицата. Когато сър Кристън Кол напада знаменосците на Ренира, Саймън се връща в Гарванов Покой за да защити замъка си. След нападението над замъка, войниците на Стонтъните са победени, и земите унищовени след битката на драконите Вегар, Слънчев Огън и Мелийс. Съдбата на лорд Стонтън след това е неизвестна. |                 |      |    |            |  |  |
| |                 |      |    |            |  |  |
| Стефон Дарклин | Антъни Фланаган | 1, 2 | 9  | Мъртъв     |  |  |
| Сър Стефон е член на Кралската Гвардия на крал Визерис Таргариен. Той е праправнук на един от Таргариените. След смърта на краля, Стефон служи в Кралическата Гвардия на Ренира. Той пътува с кралицата до Кралския Чертог, дегизиран като септон за тайната мисия на Ренира. На връщане, Стефон научава, че баща му е бил екзекутиран от сър Кристън Кол. Когато кралицата решава да търси нови ездачи за самотните дракони на Драконов Камък, Стефон е първия кандидат заради Таргариенската си кръв. Той се опитва да опитоми Вермитор, но е изпепелен от дракона. |                 |      |    |            |  |  |
| |                 |      |    |            |  |  |
| Eрик Каргил | Люк Титенсор    | 1, 2 | 7  | Мъртъв     |  |  |
| Сър Ерик е член на Кралската Гвардия на крал Визерис Таргариен. Той е брат близнак на сър Арик, който също служи в гвардията. След смъртта на краля, рицарите близнаци са изпратени да дирят Егон II, който се е скрил. Ерик е отвратен, когато научава, че копеле на краля е изоставен и се бие с други деца в двубой със залози. Той решава да подкрепи Ренира и открадва короната на Визерис за да занесе на престолонаследничката и освобождава принцеса Рейнис, която е държана в плен. Ерик започва да служи в гвардията на Ренира, докато Арик служи в тази на Егон II. По-късно, Ерик залавя Мисария и я води пред кралицата. Когато Мисария забелязва сър Арик, който се промъква в Драконов Камък преструвайки се на брат си, тя предупреждава Ерик. Рицарят защитава кралицата от брат си, и по време на дуел, Ерик успява да победи и убие Арик. Неспособен да понесе братоубийството, Ерик пада на собствение си меч и се самоубива. Братята са погребани заедно в Драконов Камък.                                                                                    |                 |      |    |            |  |  |
| На Визерис I Таргариен |                 |      |    |            |  |  |
| |                 |      |    |            |  |  |
| Великоят Майстер Мелос | Дейвид Хорович  | 1    | 4  | Мъртъв     |  |  |
| Мелос е Великия Майстер който служи в Малкия Съвет на крал Визерис. Когато има усложнение в раждането на кралица Ема, Мелос извършва цезаровото сечение което е фатално за кралицата. Той също през годините лекува раните които изникват по Визерис, и обучава майстер Орвил. След смъртта му, Орвил става новия Велик майстер. |                 |      |    |            |  |  |
| |                 |      |    |            |  |  |
| Лиман Бийсбъри | Бил Патерсън    | 1    | 7  | Мъртъв     |  |  |
| Лиман е лорд на Ханихолт и Господар на Хазната в Малкия Съвет на крал Визерис за дълги години. Той е лоялен на Визерис, и на избраната от него престолонаследничка - принцеса Ренира. Когато кралят умира, е свикано спешно събрание на Малкия Съвет, където Зелените заговорничат за короноването на Егон II. Лорд Лиман възразява и иска да предупреди принцесата, но сър Кристън Колн разбива главата му в символичната топка на Съвета. Той е първата жертва на Танца на драконите. |                 |      |    |            |  |  |
| |                 |      |    |            |  |  |
| Риам Редвайн | Гари Купър      | 1    | 1  | Мъртъв     |  |  |
| Сър Риам е лорд командир на Кралската гвардия на крал Визерис Таргареин. Той е личен бодигард на краля. Риам умира в съня си, негов наследник като лорд командир е сър Харолд Уестерлинг, а сър Кристън Кол е назначен в Кралската гвардия на негово място |                 |      |    |            |  |  |

### Жители на Вестерос
| |               |      |   |        |  |  |
| Силви | Мишел Бонард  | 1, 2 | 5 | Жива   |  |  |
| Силви е мадам в публичния дом на Улицата на коприната. Крал Егон II и принц Емонд Таргариен са чести нейни клиенти. Тя също е и част от шпионската мрежа на лейди Мисария. |               |      |   |        |  |  |
| |               |      |   |        |  |  |
| Даяна | Мади Еванс    | 1, 2 | 4 | Жива   |  |  |
| Даяна е прислужница на Егон II и Хелена Таргариен. Тя е изнасилена от Егон II, и кралица Алисант я отстранява от Червената Цитадела и я кара да си мълчи за инцидента. Някое време по-късно, Даяна работи като сервитьорка в таверна в Кралския Чертог. Тя също е и част от шпионската мрежа на лейди Мисария. |               |      |   |        |  |  |
| |               |      |   |        |  |  |
| Кръв | Сам Си Уилсън | 2    | 2 | Мъртъв |  |  |
| Той е войник в градската гвардия и е служил под Деймон Таргариен. Години по-късно, под прякора Кръв, той е нает заедно със Сирене от Деймон Таргариен за да проникне в Червената Цитадела и убие принц Емонд. Кръв и Сирене не успяват да намерят принца, и за да изпълнят поръчката „син за син“, убиват сина на краля - принц Джехерис Таргариен. Докато се опитва да избяга с главата на принца, Кръв е хванат от хората на Ларис Стронг, и по-късно пребит от крал Егон II до смърт с боздуган.                                          |               |      |   |        |  |  |
| |               |      |   |        |  |  |
| Сирене | Марк Стобарт  | 2    | 2 | Мъртъв |  |  |
| Той е ловец на плъхове, работещ в Червената цитадела и част от шпионската мрежа на Мисария. Под прякора Сирене, той е нает заедно с Кръв от Деймон Таргариен, за да проникне в Червената цитадела и убие принц Емонд. Кръв и Сирене не успяват да намерят принца и за да изпълнят поръчката „син за син“, убиват сина на краля - принц Джехерис Таргариен. След като Кръв е хванат и по време на измъчване признава, че партньора му е бил ловец на плъхове, Егон II заповядва обесването на всички ловци на плъхове, сред които е и Сирене. |               |      |   |        |  |  |

### Жители на Есос
| |                  |   |   |        |  |  |
| Шарако Лохар | Абигейл Торн     | 2 | 1 | Жива   |  |  |
| Шарако е Лисенийски адмирал в пиратската флотилия на Триархията. Когато Тайлънд Ланистър пристига в Тирош за преговори с Триархията, Шарако подлага лорда на изпитания и най-накрая се съгласява да му помогне. Тя плава с Тайлънд и флотилията си, за да разбие блокадата на Веларионската флотилия. |                  |   |   |        |  |  |
| |                  |   |   |        |  |  |
| Крагас Драхар | Даниел Скот-Смит | 1 | 2 | Мъртъв |  |  |
| Крагас е Мирийски принц-адмирал на Триархията. Той е известен като „Хранищия раците“, заради заковаването на враговете си в брега, за да са храна за раците. Крагас страда от сива люспа, която е достигнала до мозъка му, което е причина за агресивното му поведение. Той води Триархията във войната им с принц Деймон Таргариен и Веларионите за Каменните Стъпки. По време на битка Крагас е отсечен на две от Деймон Таргариен. |                  |   |   |        |  |  |

### Дракони
| |      |    |            |  |  |  |
| |      |    |            |  |  |  |
| |      |    |            |  |  |  |
| Вегар | 1, 2 | 7  | Жива       |  |  |  |
| Вегар, известна още като Кралицата на Всички Дракони, е тъмнозелен женски дракон. Тя е най-стария жив, и най-големия дракон, и е пристигнала във Вестерос заедно с Таргариените от Древна Валирия. Вегар, заедно с Балерион и Мераксис е са били използвани за покоряване на Седемте Кралства, като неин ездач бил сестрата-съпруга на Егон Завоевателя - Висеня Таргариен. По онова време, Вегар била най-малкия от трите дракона. След смъртта на Висеня, ездач на Вегар е бил Белон Таргариен - бащата на Визерис и Деймон. След това неин ездач става Лейна Веларион - която след усложнение по време на раждане, осъзнава, че ще умира бавно, и кара Вегар да я изпепели. По време на погребението на Лейна, принц Емонд Таргариен се промъква до Вегар, и опитомявайки я се превръща в четвъртия ездач на дракона. Вегар живее извън Кралския Чертог, понеже е прекалено голяма за Драконовата Яма. След коронацията на Егон II, Емонд лети с Вегар за Бурен Край за да преговаря с Баратеоните. Там се появява принц Лусерис Веларион с малкия дракон Аракс. Емонд решава да подгони малкия принц, за да го изплаши, но Вегар не се подчинява на Емонд и убива Лусерис и Аракс едновременно. След като избухва гражданската война - Танца на драконите след убийството на Лусерис, по време на битката за Гарванов Покой, Емонд с Вегар чака появата на дракон от Черните. В битката се появява Рейнис върху Мелийс, но и неочаква се включва Егон II върху Слънчев Огън. Докато двата дракона са преплетени във въздушна схватка, Емонд и Вегар ги нападат, като краля и Слънчев Огън са смъртно ранение, a Мелийс е убита от Вегар и Рейнис пада на смъртта си. След като Черните намират нови ездачи от Таргариенските копелета, Емонд лети с Вегар за Драконов Камък, но като вижда множеството дракони там, Емонд и Вегар се отказват от нападението. |      |    |            |  |  |  |
| |      |    |            |  |  |  |
| |      |    |            |  |  |  |
| Мечтан Огън | 1    | 2  | Жива       |  |  |  |
| Meчтан Огън е голям женски дракон излюпен по времето на Егон Завоевателя. Неин ездач е Хелена Таргариен. Мечтан Огън снася няколко яйца, и е рядко яздена от Хелена. Като малък, преди Хелена, Емонд се опитва неуспешно да я опитоми. Мечтан Огън живее в Драконовата яма в Кралския чертог. |      |    |            |  |  |  |
| |      |    |            |  |  |  |
| |      |    |            |  |  |  |
| Тесарион | 2    | 1  | Жива       |  |  |  |
| Тесарион, известна още като Синята кралица, е млад син женски дракон, чийто ездач е принц Дерон Таргариен. Тя живее заедно с принца в Стария Град. След началото на гражданската война - Танца на Драконите, Дерон язди за първи път Тесарион, и отлитат преследвайки Хайтауърската армия, за да воюват в Речните земи. |      |    |            |  |  |  |
| |      |    |            |  |  |  |
| Караксис | 1, 2 | 12 | Жив        |  |  |  |
| Караксис, известен още като Кървавия змей, е червен, дълъг дракон, чийто ездач е Деймон Таргариен. Караксис заедно с Деймон, участва във войната с Триархията на Каменните стъпала. За деден период той живее с Деймон и семейството му в Пентос. След началото на гражданската война - Танца на Драконите, Деймон отлита с Караксис за Харънхъл и превзема замъка. |      |    |            |  |  |  |
| |      |    |            |  |  |  |
| Сиракс | 1, 2 | 8  | Жива       |  |  |  |
| Сиракс е жълт женски дракон, чийто ездач е Ренира Таргариен. След смъртта на кралица Ема Арин, Ренира използва Сиракс за да кремира тялото. По-късно, Сиракс снася три яйца, които Деймон Таргариен в пророчески видения вижда как се излюпват в бъдещето, след като са изгорени заедно с бъдещ Таргариен. |      |    |            |  |  |  |
| |      |    |            |  |  |  |
| |      |    |            |  |  |  |
| Морски Дим | 1, 2 | 8  | Жив        |  |  |  |
| Морски Дим е бледосив дракон, чийто ездач е сър Лейнор Веларион. Той, заедно с Лейнор, участва във войната с Триархията на Каменните стъпала. Години по-късно, когато Лейнор инсценира смъртта си, Морски Дим остава без ездач в Дрифтмарк. Когато е в пещерата на Драконов Камък, сър Стефон Дарклин се опитва да опитоми Морски Дим, но е изпепелен от дракона. По-късно, летейки над Дрифтмарк, Морски Дим вижда Адам от Корпуса - който е копеле полубрат на Лейнор, и го избира за своя нов ездач. |      |    |            |  |  |  |
| |      |    |            |  |  |  |
| |      |    |            |  |  |  |
| Вермакс | 1, 2 | 4  | Жив        |  |  |  |
| Вермакс и светло-зелен млад дракон, чийто ездач е принц Джесерис Веларион, който е син на Ренира Таргариен. Принцът лети с Вермакс за да търси съюзници, първо при Арините в Долината, после при Старките в Севера, и накрая при Фрейовете в Речните земи. Вермакс е близък с дракона Лунен Танц. |      |    |            |  |  |  |
| |      |    |            |  |  |  |
| |      |    |            |  |  |  |
| Тираксис | 2    | 1  | Жив        |  |  |  |
| Тираксис е бебе дракон, който е свързан с принц Джофри Веларион, който е син на Ренира Таргариен. Той е изпратен заедно с Джофри за Орлово Гнездо, където ще живее с принца след съюз на кралицата с Арините. |      |    |            |  |  |  |
| |      |    |            |  |  |  |
| Лунен Танц | 2    | 2  | Жива       |  |  |  |
| Лунен Танц е бледозелен млад женски дракон, чийто ездач е принцеса Бела Таргариен, която е дъщеря Деймон Таргариен. Бела често патрулира около Драконов Камък върху Лунен Танц. Тя е близка с Вермакс. |      |    |            |  |  |  |
| |      |    |            |  |  |  |
| Бурен Облак | 2    | 2  | Жив        |  |  |  |
| Бурен Облак е бебе дракон, който е свързан с принц Егон По-младия, който е син на Ренира и Деймон Таргариен. Той е изпратен заедно с Егон за Долината на Арин, и по-късно се качва заедно с принца в кораб за Пентос. |      |    |            |  |  |  |
| |      |    |            |  |  |  |
| |      |    |            |  |  |  |
| Вермитор | 1, 2 | 2  | Жив        |  |  |  |
| Вермитор, наречен още Бронзовата Фурия, е бронзов дракон, който е партньор на Среброкрила. Той е бил дракона на Стария крал - Джехерис I Таргариен. След смъртта на краля, Вермитор живее в пещерите на Драконов Камък без ездач. Понякога Деймон пее на Вермитор. Когато Ренира изпраща Таргариенските копелета, за да обуздаят самотните дракони, Вермитор убива почти всички копелета, като накрая е изправен пред копелето Хю Чукът, който смело предизвиква дракона. Накрая Вермитор избира нов ездач - Хю, който е внук на покойния крал Джехерис. |      |    |            |  |  |  |
| |      |    |            |  |  |  |
| |      |    |            |  |  |  |
| Среброкрила | 2    | 1  | Жива       |  |  |  |
| Среброкрила е женски сребърен дракон, която е партньор на Вермитор. Тя е била дракона на кралица Алисан Таргариен - сестрата съпруга на Стария крал. След смъртта на кралицата, Среброкрила живее в пещерите на Драконов Камък без ездач. Когато Ренира изпраща Таргариенските копелета, за да обуздаят самотните дракони, Среброкрила избира нов ездач - Улф Белия – копеле, който е внук на покойната кралица Алисан. |      |    |            |  |  |  |
| |      |    |            |  |  |  |
| Овцекрад | 2    | 1  | Жив        |  |  |  |
| Овцекрад е кафяв див дракон. Получава името си заради апетита си към овце. Той никога не е имал ездач и живее в Долината на Арин. След дълго търсене, принцеса Рена Таргариен открива Овцекрад, докато драконът се храни. |      |    |            |  |  |  |
| |      |    |            |  |  |  |
| |      |    |            |  |  |  |
| Слънчев Огън | 1, 2 | 2  | Неизвестен |  |  |  |
| Слънчев Огън, известен още като Слънчев Огън Златния, е златен на цвят дракон, чийто ездач е Егон II Таргариен. По време на битката за Гарванов Покой, Егон се напива и решава да се влкючи в битката яздейки Слънчев Покой. Над бойното поле, дракона и ездача се преплитат в битка с принцеса Рейнис върху Мелийс. Слънчев Огън е лошо ранен от Мелийс, след което се появят Емонд и големия Вегар, който напада с огъня си и двата дракона. Слънчев Огън е смъртно ранен и вече не може да лети, а Егон II е тежко изгорен. Слънчев Огън е изоставен в Гарванов Покой, където се очаква да умре от раните си. |      |    |            |  |  |  |
| |      |    |            |  |  |  |
| Дрогон, Регал и Визерион | 2    | 1  | Неродени   |  |  |  |
| Дрогон, Регал и Визерион са още неизлюпени яйца на дракона Сиракс. Яйцата за открити от Деймон Таргариен, и по-късно, кралица Ренира изпраща яйцата в Пентос, заедно с децата си, Егон и Визерис. Докато е пред Дървото на Сърцето в Харънхъл, Деймон вижда чрез магията на Старите богове пророчеството на Егон Завоевателя и как трите дракона се излюпват в бъдещето. |      |    |            |  |  |  |
| |      |    |            |  |  |  |
| Мелийс | 1, 2 | 7  | Мъртва     |  |  |  |
| Мелийс, известна още като Червената кралица, е голям червен женски дракон, чийто ездач е принцеса Рейнис Таргариен. Преди Рейнис, неин ездач е била Алиса Таргариен - бащата на крал Визерис и Деймон Таргариен. По време на коронацията на Егон II, Мелийс е окована в Драконовата Яма в Кралскич Чертог, но Рейнис я освобождава и разбиват церемонията заедно. Рейнис язди Мелийс в битката за Гарванов Покой, където дракона надделява на Слънчев Огън и Егон II, но след като в танца на драконите се присъединява и по-големия Вегар с Емонд, врата на Мелийс е сдъвкан от огромния дракон. Мелийс умира във въздуха и пада с Рейнис на гърба си, което убива и нея. Главата на Мелийс е показана по улиците на Кралския чертог. |      |    |            |  |  |  |
| |      |    |            |  |  |  |
| |      |    |            |  |  |  |
| Аракс | 1, 2 | 2  | Мъртъв     |  |  |  |
| Аракс е бял млад и малък дракон. Негов ездач е принц Лусерис Веларион, който е син на Ренира Таргариен. Лусерис върху Аракс отива на дипломатическа мисия в Бурен Край. Там е и принц Емонд Таргариен с най-големия дракон - Вегар. Емонд подгонва Лусерис и Аракс с дракона си над Бурните земи. Вегар убива много по-малкия дракон заедно с Лусерис. Ренира по-късно открива откъснатото крило на Аракс. |      |    |            |  |  |  |